# Hải Phòng
Hải Phòng là một trong sáu thành phố trực thuộc trung ương của Việt Nam. Đây là thành phố lớn thứ 3 Việt Nam về quy mô kinh tế và dân số, đồng thời là một thành phố cảng, trung tâm công nghiệp, cảng biển, kinh tế, văn hóa, y tế, giáo dục, khoa học, thương mại và công nghệ thuộc Vùng duyên hải Bắc Bộ của Việt Nam. Hải Phòng hiện là đô thị loại I, là thành phố trung tâm cấp vùng và cấp quốc gia. Trong quá khứ, Hải Phòng cũng là nơi có điện đầu tiên ở Việt Nam và Đông Dương.
Hải Phòng xưa xuất phát điểm từ một số tiểu khu duyên hải phồn thịnh của vùng đất giáp ranh với Quảng Ninh ngày nay. Hải Phòng là nơi có vị trí vô cùng quan trọng và chiến lược của quốc gia, cách Hà Nội 106 km theo Quốc lộ 5A hoặc Xa lộ xuyên Á AH14, về kinh tế, xã hội, công nghệ thông tin và an ninh, quốc phòng của vùng Bắc Bộ và cả nước, trên hai hành lang – một vành đai hợp tác kinh tế Việt Nam-Trung Quốc. Hải Phòng là đầu mối giao thông đường biển phía Bắc. Với lợi thế cảng nước sâu nên vận tải biển rất phát triển, đồng thời là một trong những động lực tăng trưởng quan trọng của Miền Bắc. Hải Phòng đồng thời cũng là trung tâm kinh tế, khoa học và kỹ thuật tổng hợp của Vùng duyên hải Bắc Bộ và là một trong ba trung tâm phát triển của Vùng Kinh tế trọng điểm Bắc Bộ. Hải Phòng có nhiều khu công nghiệp, thương mại lớn và trung tâm dịch vụ, du lịch, giáo dục, y tế và thủy sản của vùng duyên hải Bắc Bộ. Ngoài ra, Hải Phòng còn giữ vị trí tiền trạm của miền Bắc, nơi đặt trụ sở của Bộ Tư lệnh Quân khu 3, Bộ Tư lệnh Vùng 1 Cảnh sát biển, Bộ Tư lệnh Vùng 1 Hải quân và Bộ Tư lệnh Quân Chủng Hải quân Việt Nam.
Hải Phòng còn được gọi là Đất Cảng hay Thành phố Cảng. Việc hoa phượng đỏ được trồng rộng rãi nơi đây, và sắc hoa đặc trưng trên những con phố, cũng khiến Hải Phòng được biết đến với mỹ danh Thành phố Hoa Phượng Đỏ. Không chỉ là một thành phố cảng công nghiệp, Hải Phòng còn là một trong những nơi có tiềm năng du lịch rất lớn. Hải Phòng hiện lưu giữ nhiều nét hấp dẫn về kiến trúc, bao gồm kiến trúc truyền thống với các chùa, đình, miếu cổ và kiến trúc tân cổ điển Pháp tọa lạc trên các khu phố cũ. Đồng thời, Hải Phòng hiện đang sở hữu một khu dự trữ sinh quyển thế giới của Tổ chức Giáo dục, Khoa học và Văn hóa Liên Hợp Quốc (UNESCO) nằm tại Quần đảo Cát Bà, cùng với các bãi tắm và khu nghỉ dưỡng ở Đồ Sơn. Thành phố còn có những nét đặc trưng về văn hóa, đặc biệt là ẩm thực và các lễ hội truyền thống.
Theo dữ liệu Sáp nhập tỉnh, thành Việt Nam 2025, 	Hải Phòng	có diện tích: 	3.194,72	km²,	xếp thứ	33; dân số:	4.664.124	người,	xếp thứ	4; GRDP 2024: 	658.381.192	triệu VNĐ, xếp thứ	3; thu ngân sách 2024:	148.383.113	triệu VNĐ, xếp thứ	3; thu nhập bình quân:	160,85	triệu VNĐ/năm, 	xếp thứ	4.

## Tên gọi
Các giả thuyết về nguồn gốc địa danh Hải Phòng:
- Tục truyền, Hai Bà Trưng đã dựng cờ khởi nghĩa, nữ Thánh Chân cũng chiêu binh ứng theo, được Trưng Vương phong làm Trấn Đông đại tướng quân, thống lĩnh đạo Nam Hải. Nhà Hán sai tướng Mã Viện làm Phục Ba Tướng quân, thống suất đạo thủy binh tiến theo đường biển sang dẹp khởi nghĩa, nữ Thánh Chân bèn sai lập phòng tuyến ngăn địch, đặt tên là "Hải Tần Phòng Thủ", được coi chính là tên Hải Phòng (rút gọn) ngày nay[5][6]. Còn thực tế cái tên Hải Phòng (海防) mới xuất hiện tại miền Bắc nước ta từ năm Tự Đức thứ 28 (1876).
- Khi Pháp đánh chiếm Bắc Bộ lần thứ nhất năm 1873–1874, Nhà Nguyễn phải ký Hòa ước Giáp Tuất, trong đó quy định Nhà Nguyễn phải mở cửa thông thương các cảng Ninh Hải (sau là Hải Phòng), Thị Nại (Bình Định), để đổi lấy việc Pháp rút quân khỏi Bắc Kỳ. Sau đó tại cảng Ninh Hải này, nhà Nguyễn và Pháp lập một cơ quan thuế vụ chung, quản lý việc thương mại ở vùng cảng này gọi là "Hải Dương thương chính quan phòng", gọi tắt là Hải Phòng, nhưng thực tế cái tên "Hải Dương thương chính quan phòng" không có. Từ năm 1887 đến năm 1898 chính quyền thực dân và triều Nguyễn điều chỉnh địa giới hành chính. Từ việc chuyển bốn xã của huyện Thủy Nguyên để lập ra cảng Hải Phòng, rồi tiến đến chuyển các huyện An Lão, An Dương, Nghi Dương (Kiến Thụy) và một số xã của huyện Kinh Môn và Kim Thành về Hải Phòng để thành lập địa danh. Ngày 19 tháng 7 năm 1888, Toàn quyền Đông Dương Richaud ký Nghị định thành lập các ủy ban thành phố Hải Phòng thuộc tỉnh Hải Phòng và Hà Nội. Từ đây thành phố Hải Phòng chính thức có tên trên bản đồ Liên bang Đông Dương.
- Tên Hải Phòng có thể bắt nguồn từ "Hải phòng sứ", tức vùng ven biển gồm 3 tỉnh cổ là Hải Dương, Nam Định và Ninh Bình (sau đó là Ninh Bình, Nam Định, Thái Bình và Hải Phòng), hay đồn Hải Phòng do Bùi Viện lập từ thời vua Tự Đức tại làng Da Viên, tổng Da Viên (nay thuộc phường Minh Khai, quận Hồng Bàng) hay với căn cứ như sau: "Bến cảng trên sông Cấm trước khi gọi là Hải Phòng đã được gọi là Ninh Hải, địa danh Ninh Hải được dùng chính thức trong giấy tờ, sử sách của ta từ trước khi có tên Hải Phòng cho đến khi bị tên Hải Phòng loại hẳn".[7]

Trong quá khứ bom đạn, người Hải Phòng gắn bó với những cái tên nhà "máy Tơ", "máy Chai", "máy Bát", "máy Chỉ",..., rồi cơ khí như nhà máy cơ khí "Ca-rông", "Com-ben", "Sắc-rích",..., các rạp chiếu phim Khánh Nạp, Công Nhân, các con phố, đường, những tên ngõ Đất Đỏ (nay là ngõ Hoàng Quý), ngõ Lửa Hồng, ngõ Đá... Có hai câu thơ ở thế kỷ XX:
| “ | Hải Phòng có bến Sáu kho Có sông Tam Bạc có lò Xi măng | ” |

## Địa lý

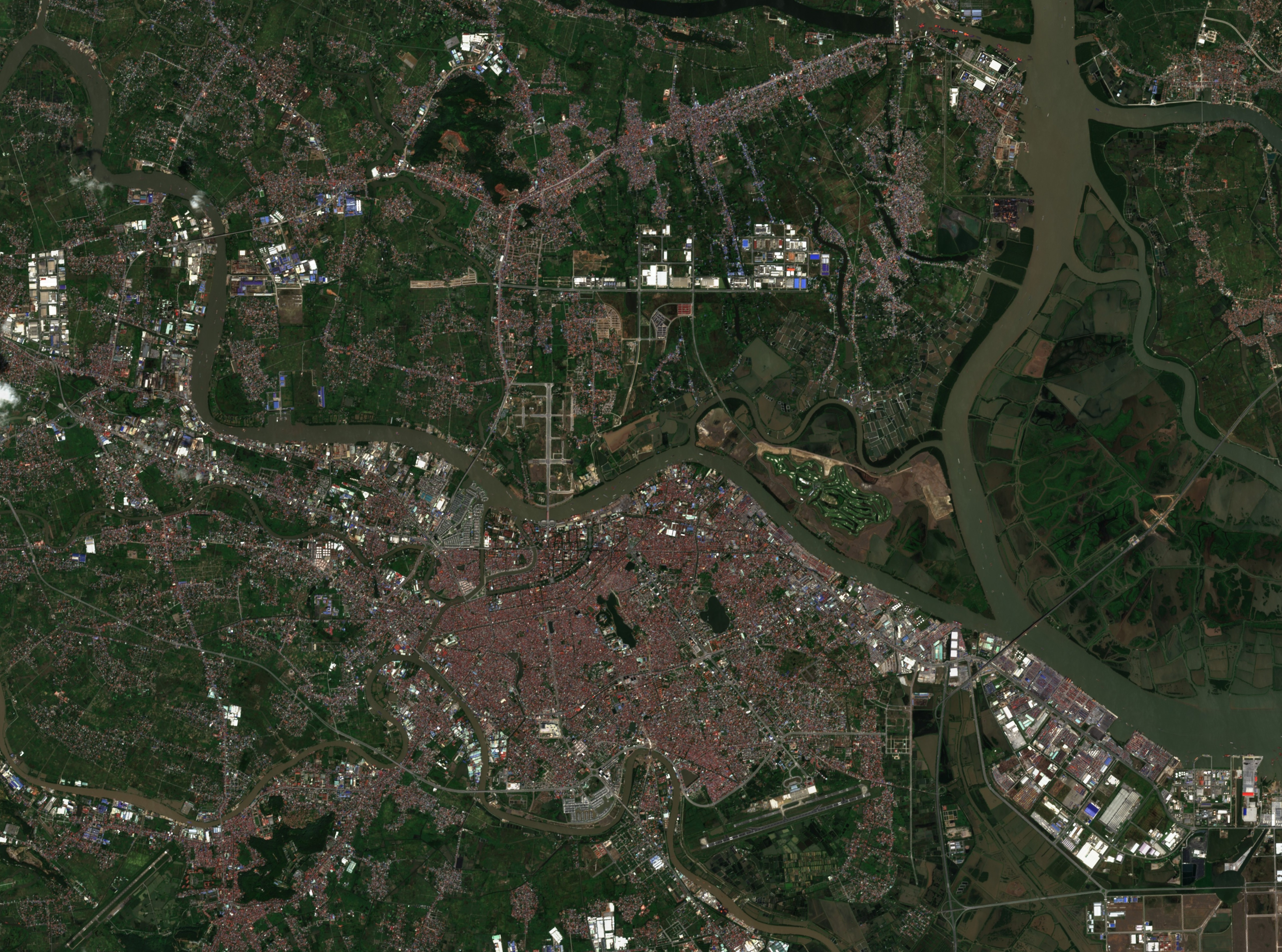
Ảnh chụp vệ tinh khu vực trung tâm Hải Phòng

### Vị trí địa lý
Hải Phòng là một thành phố ven biển thuộc vùng Đồng bằng sông Hồng, có vị trí địa lý:
- Phía bắc giáp tỉnh Quảng Ninh và tỉnh Bắc Ninh
- Phía tây và phía nam giáp tỉnh Hưng Yên
- Phía đông giáp Vịnh Bắc Bộ thuộc Biển Đông.

Thành phố Hải Phòng cách huyện đảo Bạch Long Vĩ (Ngoại thành Hải Phòng) khoảng 70 km, cách Hà Nội 106 km về phía đông đông nam theo Quốc lộ 5.

#### Các điểm cực của thành phố Hải Phòng:
- Điểm cực Bắc tại: phường Nguyễn Trãi.
- Điểm cực Tây tại: xã Cẩm Giàng.
- Điểm cực Nam phần đất liền tại: thôn Hoàng Hoa Thám, xã Vĩnh Hải.
- Điểm cực Nam phần hải đảo tại: đặc khu Bạch Long Vĩ.
- Điểm cực Đông phần đất liền tại: mũi Đồ Sơn, phường Đồ Sơn.
- Điểm cực Đông phần hải đảo tại: đảo Bạch Long Vĩ, đặc khu Bạch Long Vĩ.

### Đặc điểm địa hình, sông ngòi và biển

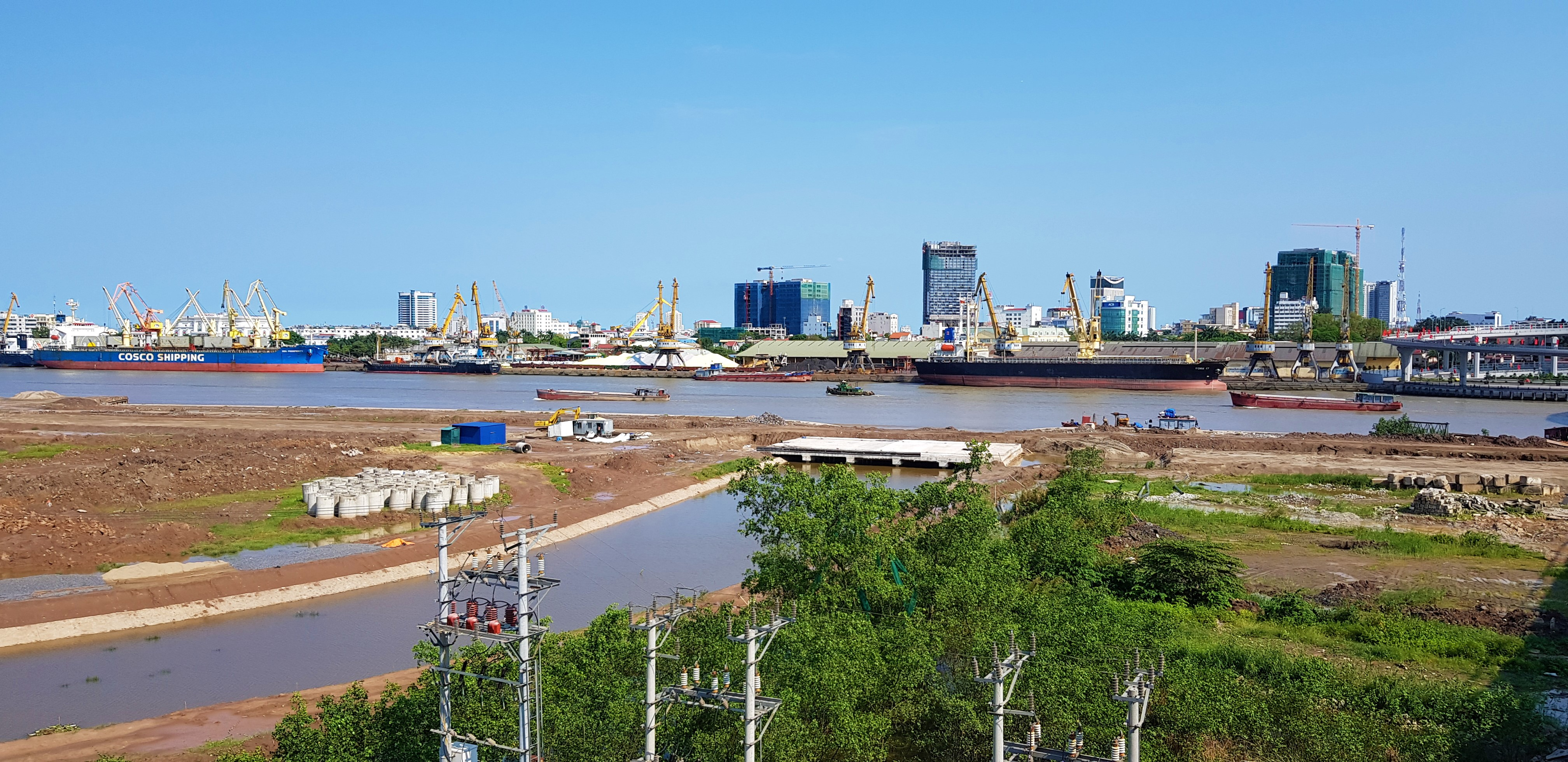
Thành phố Hải Phòng bên bờ Sông Cấm

Đồi núi, đồng bằng
Địa hình phía bắc của Hải Phòng là vùng trung du, có đồi xen kẽ với đồng bằng và ngả thấp dần về phía nam ra biển. Khu đồi núi này có liên hệ với hệ núi Quảng Ninh, di tích của nền móng uốn nếp cổ bên dưới, nơi trước đây đã xảy ra quá trình sụt võng với cường độ nhỏ, gồm các loại sa thạch, đá phiến sét và đá vôi có tuổi khác nhau được phân bố thành từng dải liên tục theo hướng Tây Bắc - Đông Nam từ đất liền ra biển gồm hai dãy chính. Dãy chạy từ An Lão đến Đồ Sơn đứt quãng, kéo dài khoảng 30 km có hướng Tây Bắc - Đông Nam gồm các núi: Voi, Phù Liễn, Xuân Sơn, Xuân Áng, núi Đối, Đồ Sơn, Hòn Dáu. Dãy Kỳ Sơn - Tràng Kênh và An Sơn - Núi Đèo, gồm hai nhánh: nhánh An Sơn - Núi Đèo cấu tạo chính là đá cát kết có hướng tây bắc đông nam gồm các núi Phù Lưu, Thanh Lãng và Núi Đèo; và nhánh Kỳ Sơn - Trang Kênh có hướng tây tây bắc - đông đông nam gồm nhiều núi đá vôi.
Sông
Sông ngòi ở Hải Phòng khá nhiều, mật độ trung bình từ 0,6 - 0,8 km/1 km². Độ dốc khá nhỏ, chảy chủ yếu theo hướng Tây Bắc Đông Nam. Đây là nơi tất cả hạ lưu của sông Thái Bình đổ ra biển, tạo ra một vùng hạ lưu màu mỡ, dồi dào nước ngọt phục vụ đời sống con người nơi đây. Các con sông chính ở Hải Phòng gồm:
1. Sông Đá Bạc, tên cổ thời trước 1890 là Thành Triền, thời Lê sơ là Vân Cừ, thời Trần là Bạch Đằng, còn từ năm 1890 trở lại nay đoạn từ ngã 3 Thành Triền (tên Nôm là Dền) tới Năm Cửa là sông Đá Bạc hay Bạch, còn sông Bạch Đằng từ 5 Cửa (nay thuộc khu vực cầu Bến Rừng) ra tới cửa Nam Triệu, thời nay sông Đá Bạch và Bạch Đằng dài hơn 32 km, là nhánh của sông Kinh Thầy đổ ra biển ở cửa Nam Triệu, là ranh giới giữa Hải Phòng với Quảng Ninh.
2. Sông Cấm (tên cổ là sông Kiền Bái, đoạn từ phà Bính ngược lên thượng lưu và sông Cấm, đoạn từ phà Bính xuôi xuống cửa biển) với chiều dài trên 30 km là nhánh của sông Kinh Thầy, chảy qua huyện An Dương, Thủy Nguyên, quận Hồng Bàng, Ngô Quyền, Hải An và đổ ra biển ở cửa Cấm.
3. Sông Lạch Tray, tên cổ là Nại Xuyên, tức sông Nại dài 45 km, là nhánh của sông Thái Bình, từ Kênh Đồng ra biển bằng cửa Lạch Tray qua địa phận Kiến An, An Dương và cả nội thành.
4. Sông Văn Úc, tên cổ là Dương Úc (Áo) dài 35 km chảy từ sông Thái Bình, đổ ra biển qua cửa sông Văn Úc làm thành ranh giới giữa hai huyện An Lão, Kiến Thụy và Tiên Lãng.
5. Sông Thái Bình, tên cổ trước 1890 là sông Kim là ranh giới giữa huyện Vĩnh Bảo và chừng 6 cây số của huyện Thái Thụy, tỉnh Thái Bình với huyện Tiên Lãng
6. Sông Hóa, tên cổ trước 1890 là sông Tranh (từ ngã 3 Tranh tới xã Tiền Phong) và sông Tô (từ xã Vĩnh Phong tới sông Kim ở Ngải Am), ranh giới giữa Hải Phòng và Thái Bình
7. Sông Luộc, tên cổ là Lục, thời Pháp thuộc là kênh Tre, ranh giới huyện Vĩnh Bảo và huện Ninh Giang và huyện Tứ Kỳ, tỉnh Hải Dương.
8. Sông Tam Bạc nối sông Trạm Bạc với sông Cấm, còn đoạn từ sông Lạch Tray tới ngã ba sông Trạm Bạc gọi là lạch Trai, đọc chệch là Tray
9. Sông Rế, tên cổ là sông Trạm Bạc chảy qua huyện An Dương, là nơi cung cấp nước sinh hoạt cho 80% các hộ dân của thành phố.

Bờ biển và biển
Bờ biển Hải Phòng dài trên 125 km, thấp và khá bằng phẳng, nước biển Đồ Sơn hơi đục nhưng sau khi cải tạo nước biển đã có phần sạch hơn, cát mịn vàng, phong cảnh đẹp. Ngoài ra, Hải Phòng còn có đảo Cát Bà là khu dự trữ sinh quyển thế giới có những bãi tắm đẹp, cát trắng, nước trong xanh cùng các vịnh Lan Hạ... đẹp và kì thú. Cát Bà cũng là đảo lớn nhất thuộc khu vực Vịnh Hạ Long.

### Tài nguyên
- Tài nguyên đất đai: Hải Phòng có diện tích đất là 1507,57 km²,trong đó diện tích đất liền là 1208,49 km². Tổng diện tích đất sử dụng là 152,2 nghìn ha trong đó đất ở chiếm 8,61%; đất dùng cho nông nghiệp chiếm 33,64%; đất lâm nghiệp chiếm 14,45%; còn lại là đất chuyên dụng.[8] Nằm ở ven biển nên chủ yếu là đất phèn, đất mặn, phù sa, đất đồi feralit màu nâu vàng.
- Tài nguyên rừng: Hải Phòng có khu rừng nguyên sinh trên đảo Cát Bà, là nơi dự trữ sinh quyển Thế giới. Điều đặc biệt là khu rừng này nằm trên đá vôi, một trạng thái rừng rất độc đáo.
- Tài nguyên nước: Là nơi tất cả các nhánh của sông Thái Bình đổ ra biển nên Hải phòng có mạng lưới sông ngòi khá dày đặc, mang lại nguồn lợi rất lớn về nước. Ngoài ra, tại Tiên Lãng còn có mạch suối khoáng ngầm duy nhất ở đồng bằng sông Hồng, tạo ra Khu du lịch suối khoáng nóng Tiên Lãng được nhiều người biết đến.
- Tài nguyên biển: bờ biển Hải Phòng trải dài trên 125 km, mang lại nguồn lợi rất lớn về cảng, góp phần phát triển thành cảng cửa ngõ quốc tế của cả miền Bắc và cả nước. Ngành du lịch ở đây cũng rất phong phú với những bãi tắm sạch đẹp như Cát Bà, Đồ Sơn cùng với phong cảnh hữu tình tạo nguồn lợi lớn cho du lịch, Cát Bà còn có các rặng san hô, hệ thống hang động, biển có nhiều loại hải sản có giá trị kinh tế.
- Tài nguyên khoáng sản: Hải Phòng có tài nguyên đá vôi nhiều, và có mỏ đá vôi ở Thủy Nguyên.

### Khí hậu
Thời tiết Hải phòng mang tính chất cận nhiệt đới ẩm ấm đặc trưng của thời tiết miền Bắc Việt Nam: mùa hè nóng ẩm, mưa nhiều, mùa đông khô và lạnh, có 4 mùa xuân, hạ, thu, đông tương đối rõ rệt. Nhiệt độ trung bình vào mùa hè vào tháng 7 là 28,3 °C, tháng lạnh nhất là tháng 1: 16,3 °C. Số giờ nắng trong năm cao nhất là các tháng mùa hè và thấp nhất vào tháng 2, độ ẩm trung bình trên 80%, lượng mưa 1600–1800 mm/năm. Tuy nhiên thành phố cũng phải hứng chịu những đợt nắng nóng và đợt lạnh bất thường, năm 2011 nhiệt độ trung bình tháng 1 của thành phố xuống tới 12,1 °C, gần đây nhất ngày 24/1/2016 thành phố trải qua ngày có nhiệt độ lạnh trung bình thấp kỷ lục, nhiệt độ thấp nhất xuống tới 4,2 °C. Trung bình cả năm 23,4 °C.
So với Hà Nội, thời tiết Hải Phòng có một chút khác biệt, thành phố mát hơn khoảng gần 1 độ vào mùa hè và lạnh hơn một chút về mùa đông, trong 30 năm gần đây do ảnh hưởng biến đổi khí hậu nhiệt độ thành phố đang có xu hướng tăng lên.
| Dữ liệu khí hậu của Hải Phòng (Phù Liễn)                     | Dữ liệu khí hậu của Hải Phòng (Phù Liễn) | Dữ liệu khí hậu của Hải Phòng (Phù Liễn) | Dữ liệu khí hậu của Hải Phòng (Phù Liễn) | Dữ liệu khí hậu của Hải Phòng (Phù Liễn) | Dữ liệu khí hậu của Hải Phòng (Phù Liễn) | Dữ liệu khí hậu của Hải Phòng (Phù Liễn) | Dữ liệu khí hậu của Hải Phòng (Phù Liễn) | Dữ liệu khí hậu của Hải Phòng (Phù Liễn) | Dữ liệu khí hậu của Hải Phòng (Phù Liễn) | Dữ liệu khí hậu của Hải Phòng (Phù Liễn) | Dữ liệu khí hậu của Hải Phòng (Phù Liễn) | Dữ liệu khí hậu của Hải Phòng (Phù Liễn) | Dữ liệu khí hậu của Hải Phòng (Phù Liễn) |
| Tháng                                                        | 1                                        | 2                                        | 3                                        | 4                                        | 5                                        | 6                                        | 7                                        | 8                                        | 9                                        | 10                                       | 11                                       | 12                                       | Năm                                      |
| ------------------------------------------------------------ | ---------------------------------------- | ---------------------------------------- | ---------------------------------------- | ---------------------------------------- | ---------------------------------------- | ---------------------------------------- | ---------------------------------------- | ---------------------------------------- | ---------------------------------------- | ---------------------------------------- | ---------------------------------------- | ---------------------------------------- | ---------------------------------------- |
| Cao kỉ lục °C (°F)                                           | 30.4 (86.7)                              | 34.4 (93.9)                              | 35.4 (95.7)                              | 37.4 (99.3)                              | 41.5 (106.7)                             | 39.5 (103.1)                             | 38.5 (101.3)                             | 39.4 (102.9)                             | 37.4 (99.3)                              | 36.6 (97.9)                              | 33.1 (91.6)                              | 30.0 (86.0)                              | 41.5 (106.7)                             |
| Trung bình ngày tối đa °C (°F)                               | 19.8 (67.6)                              | 19.7 (67.5)                              | 22.0 (71.6)                              | 26.2 (79.2)                              | 30.5 (86.9)                              | 31.8 (89.2)                              | 32.1 (89.8)                              | 31.5 (88.7)                              | 30.7 (87.3)                              | 28.7 (83.7)                              | 25.5 (77.9)                              | 22.2 (72.0)                              | 26.7 (80.1)                              |
| Trung bình ngày °C (°F)                                      | 16.3 (61.3)                              | 16.7 (62.1)                              | 19.2 (66.6)                              | 22.9 (73.2)                              | 26.5 (79.7)                              | 28.0 (82.4)                              | 28.4 (83.1)                              | 27.8 (82.0)                              | 26.8 (80.2)                              | 24.5 (76.1)                              | 21.3 (70.3)                              | 18.1 (64.6)                              | 23.1 (73.6)                              |
| Tối thiểu trung bình ngày °C (°F)                            | 14.2 (57.6)                              | 14.9 (58.8)                              | 17.5 (63.5)                              | 20.9 (69.6)                              | 24.0 (75.2)                              | 25.4 (77.7)                              | 25.9 (78.6)                              | 25.2 (77.4)                              | 24.2 (75.6)                              | 21.8 (71.2)                              | 18.6 (65.5)                              | 15.5 (59.9)                              | 20.7 (69.3)                              |
| Thấp kỉ lục °C (°F)                                          | 4.5 (40.1)                               | 4.5 (40.1)                               | 6.1 (43.0)                               | 10.4 (50.7)                              | 15.5 (59.9)                              | 18.4 (65.1)                              | 20.3 (68.5)                              | 20.4 (68.7)                              | 15.6 (60.1)                              | 12.7 (54.9)                              | 9.0 (48.2)                               | 4.9 (40.8)                               | 4.5 (40.1)                               |
| Lượng mưa trung bình mm (inches)                             | 26 (1.0)                                 | 29 (1.1)                                 | 49 (1.9)                                 | 93 (3.7)                                 | 202 (8.0)                                | 247 (9.7)                                | 226 (8.9)                                | 359 (14.1)                               | 253 (10.0)                               | 155 (6.1)                                | 39 (1.5)                                 | 20 (0.8)                                 | 1.697 (66.8)                             |
| Số ngày mưa trung bình                                       | 8.3                                      | 13.4                                     | 17.1                                     | 13.9                                     | 12.3                                     | 14.6                                     | 13.5                                     | 17.4                                     | 13.8                                     | 10.6                                     | 6.3                                      | 5.2                                      | 146.4                                    |
| Độ ẩm tương đối trung bình (%)                               | 83.1                                     | 87.7                                     | 90.8                                     | 90.5                                     | 86.9                                     | 86.1                                     | 85.8                                     | 87.8                                     | 85.3                                     | 81.4                                     | 77.9                                     | 78.3                                     | 85.1                                     |
| Số giờ nắng trung bình tháng                                 | 87                                       | 46                                       | 43                                       | 88                                       | 190                                      | 183                                      | 207                                      | 179                                      | 187                                      | 190                                      | 156                                      | 139                                      | 1.693                                    |
| Nguồn: Vietnam Institute for Building Science and Technology |                                          |                                          |                                          |                                          |                                          |                                          |                                          |                                          |                                          |                                          |                                          |                                          |                                          |

## Lịch sử

### Thời kỳ đầu (thế kỷ XVI)
Theo các kết quả khảo cổ học Cái Bèo (Cát Bà) thuộc văn hóa Hạ Long, Tràng Kênh (Thủy Nguyên), Núi Voi (An Lão) thuộc văn hóa Đông Sơn, đã xác định vùng đất này từ xưa là nơi đã có cư dân Việt cổ sinh tụ, làm ăn. Theo thư tịch cũ, toàn địa bàn xứ Đông (Hải Dương) xưa, thời Hùng Vương thuộc bộ Dương Tuyền, là một trong 15 bộ của nhà nước Văn Lang.
Dưới thời Bắc thuộc, thời đầu Công nguyên, các vùng đất thuộc địa bàn Hải Phòng ở phía tây bắc và vùng núi các huyện: Thủy Nguyên, An Dương, An Lão, Kiến Thụy, Tiên Lãng, Vĩnh Bảo... còn phía đông nam các huyện trên vẫn còn là biển cả. Theo truyền thuyết cũng như ở thần phả làng An Biên, tổng Đông Khê, huyện An Dương còn lưu truyền, đây là nơi nữ Thánh Chân về gây dựng căn cứ và tuyển mộ nghĩa quân chống quân Đông Hán dưới ngọn cờ của Hai Bà Trưng. Nữ Thánh Chân cũng là người có công đầu trong việc khai phá lập nên trang An Biên xưa, tiền thân của thành phố Hải Phòng ngày nay. Còn mảnh đất nội thành ngày nay mới có khoảng nửa thiên niên kỷ do bồi đắp của các lớp trầm tích phù sa.
Là nơi chiếm giữ vị trí chiến lược quan trọng, địa thế hiểm trở, là cửa ngõ vào Đại La-Thăng Long, các vương triều Việt Nam đã từng có những chiến tích lừng lẫy trong lịch sử chống lại sự xâm lược của láng giềng phương Bắc với các chiến thắng trên sông Bạch Đằng như trận Bạch Đằng năm 938 của Ngô Quyền, trận Bạch Đằng năm 981 của Lê Hoàn và trận Bạch Đằng năm 1288 của Trần Hưng Đạo. Thời Lê sơ, toàn bộ địa bàn Hải Phòng ngày nay thuộc trấn Hải Dương, một trong Thăng Long Tứ Trấn, hay còn được gọi là xứ Đông, và là miền duyên hải cực đông của xứ này.

### Đầu thế kỷ XVI – cuối thế kỷ XVIII
Năm 1527, Mạc Đăng Dung lên ngôi, lập nên Nhà Mạc với trung tâm quyền lực đặt ở Thăng Long. Năm 1530, Mạc Thái Tổ, tức Mạc Đăng Dung, nhường ngôi cho con trai cả là Mạc Đăng Doanh để lui về quê hương Cổ Trai làm Thái Thượng Hoàng. Ông đã cho xây dựng làng Cổ Trai từ một làng chài ven biển thuộc huyện Nghi Dương, phủ Kinh Môn của trấn Hải Dương khi đó (ngày nay là xã Ngũ Đoan thuộc huyện Kiến Thụy của thành phố Hải Phòng) trở thành kinh đô thứ hai của Nhà Mạc (Dương Kinh) tồn tại đồng thời với trung tâm Thăng Long. Mạc Đăng Dung lấy Nghi Dương làm trung tâm của Dương Kinh, cắt phủ Thuận An ở trấn Kinh Bắc và các phủ Khoái Châu, Tân Hưng, Kiến Xương, Thái Bình ở trấn Sơn Nam cho lệ thuộc vào Dương Kinh. Mạc Đăng Dung vốn xuất thân từ cư dân làm nghề chài lưới và buôn bán ven biển, và Nhà Mạc thuộc số ít các triều đại phong kiến Việt Nam coi trọng phát triển công thương nghiệp, đặc biệt là nền kinh tế sản xuất hàng hóa (điển hình là đồ gốm sứ) thay vì tập trung chủ yếu vào kinh tế tiểu nông truyền thống.
Dương Kinh được xây dựng như một kinh đô thu nhỏ, với vai trò là kinh đô thứ hai của Nhà Mạc sau trung tâm quyền lực ở Thăng Long. Theo những mô tả của các bộ chính sử (Đại Việt sử ký toàn thư, Đại Việt thông sử), văn bia cổ còn lưu lại và hiện trường được phát lộ cùng khối lượng hiện vật phong phú thu được qua các đợt khai quật khảo cổ thì Dương Kinh bao gồm quần thể kiến trúc cung điện, lầu các với quy mô trải rộng như Các Dương Tự, điện Tường Quang, Phúc Huy, phủ Hưng Quốc, đồn binh, kho lương và cả một trường Quốc học song song với Quốc Tử Giám tại Thăng Long; ngoài ra còn có các đình, chùa được xây mới hoặc tu bổ, cùng với hệ thống đê bao ngăn nước mặn và chống lũ lụt. Ngoài ra, Nhà Mạc còn cho xây dựng một số thương cảng trên bến dưới thuyền làm nơi giao thương như phố Lỗ Minh Thị, An Quý, Do Nha. Khác với các cung điện ở Đình Bảng (Bắc Ninh) dưới thời Lý, Thiên Trường (Nam Định) dưới thời Trần, hay Lam Kinh (Thanh Hóa) thời Lê sơ vốn chủ yếu là nơi nghỉ ngơi, thờ tự của các vua chúa và hoàng tộc, Dương Kinh thời Mạc còn có vai trò như một trung tâm kinh tế, giao thương quan trọng nằm sát biển cùng với Thăng Long, Phố Hiến nằm khá sâu trong đất liền. Ngày nay, các nhà sử học Việt Nam có chung nhận định Dương Kinh thời Mạc không chỉ là kinh đô hướng biển mà còn là đô thị ven biển đầu tiên trong lịch sử Việt Nam.
Nhà Mạc thất thủ ở Thăng Long (1592), phải rút lên đất Cao Bằng, tướng Nhà Lê-Trịnh là Trịnh Tùng đã đem quân đốt phá, san phẳng các công trình kiến trúc được xây dựng thời Mạc trên địa bàn Dương Kinh. Trải qua hơn 200 năm sau với các triều đại từ Lê Trung Hưng (Lê-Trịnh) đến Nhà Tây Sơn và cuối cùng là Nhà Nguyễn, địa bàn Hải Phòng bấy giờ nằm trong địa phận quản lý của trấn Hải Dương rồi tỉnh Hải Dương (1831) về sau.
Sau khi Dương Kinh triều Mạc bị phá hủy cuối thế kỷ XVI, tiếp đến giai đoạn Trịnh - Nguyễn phân tranh kéo dài suốt 2 thế kỷ XVII - XVIII đã hình thành nên sự phân chia Đàng Trong - Đàng Ngoài. Trong thời kỳ này, miền duyên hải thuộc địa bàn Hải Phòng ngày nay vẫn giữ một vai trò quan trọng trong quan hệ thương mại giữa xứ Đàng ngoài với các thuyền buôn phương Tây (đặc biệt là người Hà Lan và người Anh) bên cạnh sự hình thành và phát triển của Phố Hiến.
Trong những thư tịch của các nhà hàng hải, thương nhân châu Âu có liên quan đến xứ Đàng ngoài trong thế kỷ XVII - XVIII thì ngoài 2 đô thị chính lúc đó là Kẻ Chợ (Thăng Long) và phố Hiến còn nhắc nhiều đến 2 địa danh khác là Batshaw (còn được viết là Batsha) và Domea nằm trong khoảng vĩ độ 20°45' và 20°50' bắc thuộc vùng Đồ Sơn - Tiên Lãng ngày nay. 
Domea, một cảng cửa khẩu quốc tế quan trọng của xứ Đàng ngoài, đóng vai trò như tiền cảng của Phố Hiến, nơi hiếm hoi trên toàn lãnh thổ Việt Nam lúc đó, người nước ngoài, trong đó chủ yếu là người Hà Lan được thật sự tự do sinh sống và buôn bán. Trong thời kỳ này nhiều loại rau có nguồn gốc từ xứ lạnh như bắp cải, su hào, súp lơ... đã được các thuyền buôn Hà Lan mang tới và phổ biến cho dân địa phương cách gieo trồng. Di chỉ thương cảng Đò Mè (Domea) ngày nay được hầu hết các nhà nghiên cứu lịch sử và khảo cổ xác định thuộc địa bàn làng An Dụ, xã Khởi Nghĩa, phía bắc huyện Tiên Lãng ngày nay.
Nhà hàng hải người Anh ở thế kỷ XVII là William Dampier có viết về Batsha (Batshaw) và Domea trong cuốn sách Du hành và Khám phá năm 1688. Theo Dampier viết, đi từ biển vào đầu tiên là qua Batsha, sau đến Domea, rồi đến Hean (phố Hiến) và cuối cùng là tới Cachao (Kẻ Chợ hay Thăng Long). Theo như mô tả của William Dampier, cư dân sống ở làng chài mang tên Batsha (thuộc khu vực bán đảo Đồ Sơn ngày nay) không chỉ làm nghề đánh cá mà còn làm hoa tiêu dẫn đường cho những thuyền buôn phương Tây vào vùng cửa sông Thái Bình thuộc khu vực các huyện Tiên Lãng và Vĩnh Bảo (Hải Phòng). Đây là khu vực chủ yếu ở Đàng Ngoài, nơi mà các thương thuyền đến từ phương Tây như Hà Lan hay Vương quốc Anh được tự do ra vào, buôn bán trao đổi hàng hoá và lưu trú lâu dài vào thời đó.
Nhưng không phải chỉ những nhà hàng hải hay thương nhân châu Âu mới chú ý đến vai trò của Batsha (Batshaw) trên con đường thương mại của xứ Đàng Ngoài mà đến cả những tên tuổi vĩ đại trong lịch sử khoa học như Isaac Newton và Pierre-Simon Laplace cũng nhắc đến địa danh Batsha trong các tác phẩm của họ bởi hiện tượng thủy triều đặc biệt ở vùng biển Đồ Sơn.
Trong tác phẩm khoa học kinh điển Principia Mathematica (tên gọi tắt là Các nguyên lý) của nhà vật lý kiêm toán học vĩ đại người Anh Isaac Newton xuất bản bằng tiếng Latin lần đầu vào năm 1687 có nhắc đến địa danh cảng Batsham nằm trong vĩ độ 20°50' bắc, thuộc vương quốc Tunquini (xứ Đàng Ngoài), nơi mà thủy triều lên xuống chỉ một lần trong ngày. Newton cũng cho biết ông có được thông tin đó từ những nhà hàng hải, những người có thể đã từng du hành tới Đàng Ngoài trong thế kỷ XVII.
Cuối thế kỷ XVIII, một nhà vật lý kiêm toán học vĩ đại khác là Pierre-Simon Laplace, được giới khoa học mệnh danh là Newton của nước Pháp, đã nhắc lại hiện tượng thủy triều ở cảng Batsha của vương quốc Tunking (Tunquin) trong tác phẩm của ông xuất bản bằng tiếng Pháp năm 1796 có tựa đề Exposition du système du monde. Hơn 90 năm sau những ghi chép của William Dampier, Abbé Richard ở thế kỷ XVIII trong cuốn sách Lịch sử Đàng Ngoài xuất bản ở Paris (Pháp) năm 1778 với nhiều chi tiết mô tả về Domea: "Cách cửa sông 5 hoặc 6 hải lý có một thành phố khác gọi là Domea, nhỏ hơn Phố Hiến nhưng lại rất nổi tiếng với người nước ngoài và nó ở trong một cái vụng được tạo bởi dòng sông đối diện với nó. Họ thả neo và chỉ ở nơi này họ mới được phép đặt cơ sở để tiến hành buôn bán..."
Bản đồ châu Á của Johann Matthias Hase, xuất bản ở Nuremberg (Đức) năm 1744 cũng đánh dấu Domea như là một địa danh quan trọng ở khu vực xứ Đàng Ngoài. Do những biến động của lịch sử Việt Nam giai đoạn cuối thế kỷ XVIII cùng chính sách bế quan tỏa cảng của các triều đại phong kiến về sau đã làm cho hoạt động ngoại thương gần như đình trệ, kéo theo sự suy tàn của nhiều làng nghề sản xuất cùng những thương cảng quan trọng một thời, trong đó có Domea.

### Đầu thế kỷ XIX

Biểu trưng Hải Phòng thời Pháp thuộc

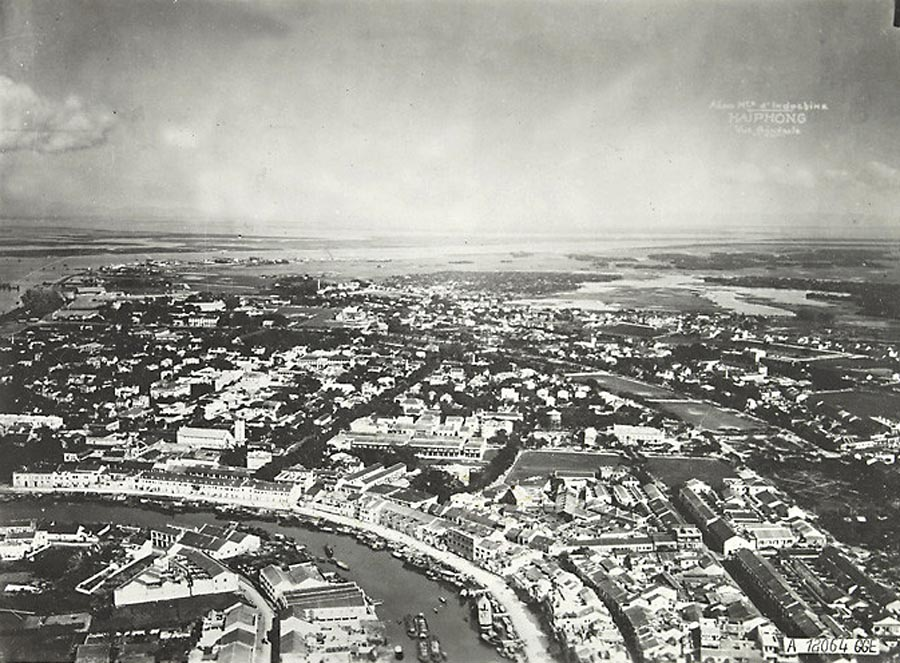
Toàn cảnh Hải Phòng năm 1931

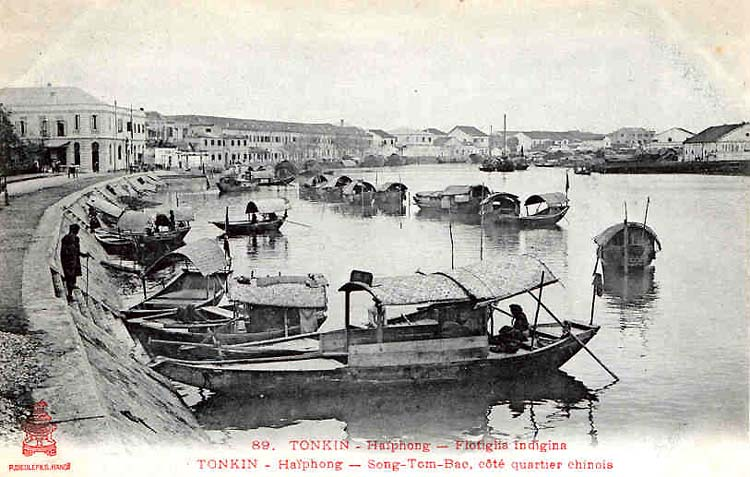
Sông Tam Bạc thời Pháp thuộc

Sau khi nhà Nguyễn chính thức được thành lập năm 1802 và kiểm soát gần như toàn bộ lãnh thổ Việt Nam như ngày nay nhưng ảnh hưởng về chính trị và kinh tế của xứ Đàng Ngoài bao gồm phần lớn miền Bắc Việt Nam đã không còn như thời trước. Hệ quả của chính sách bế quan tỏa cảng của triều đình Huế cùng sự buông lỏng cai trị đối với phần Đông Bắc đất nước đã khiến nhiều vùng đất thuộc địa bàn Hải Phòng khi đó thường xuyên ở vào tình trạng bất ổn chính trị, đời sống nhân dân bấp bênh do thiên tai và nạn hải tặc từ miền nam Trung Hoa.

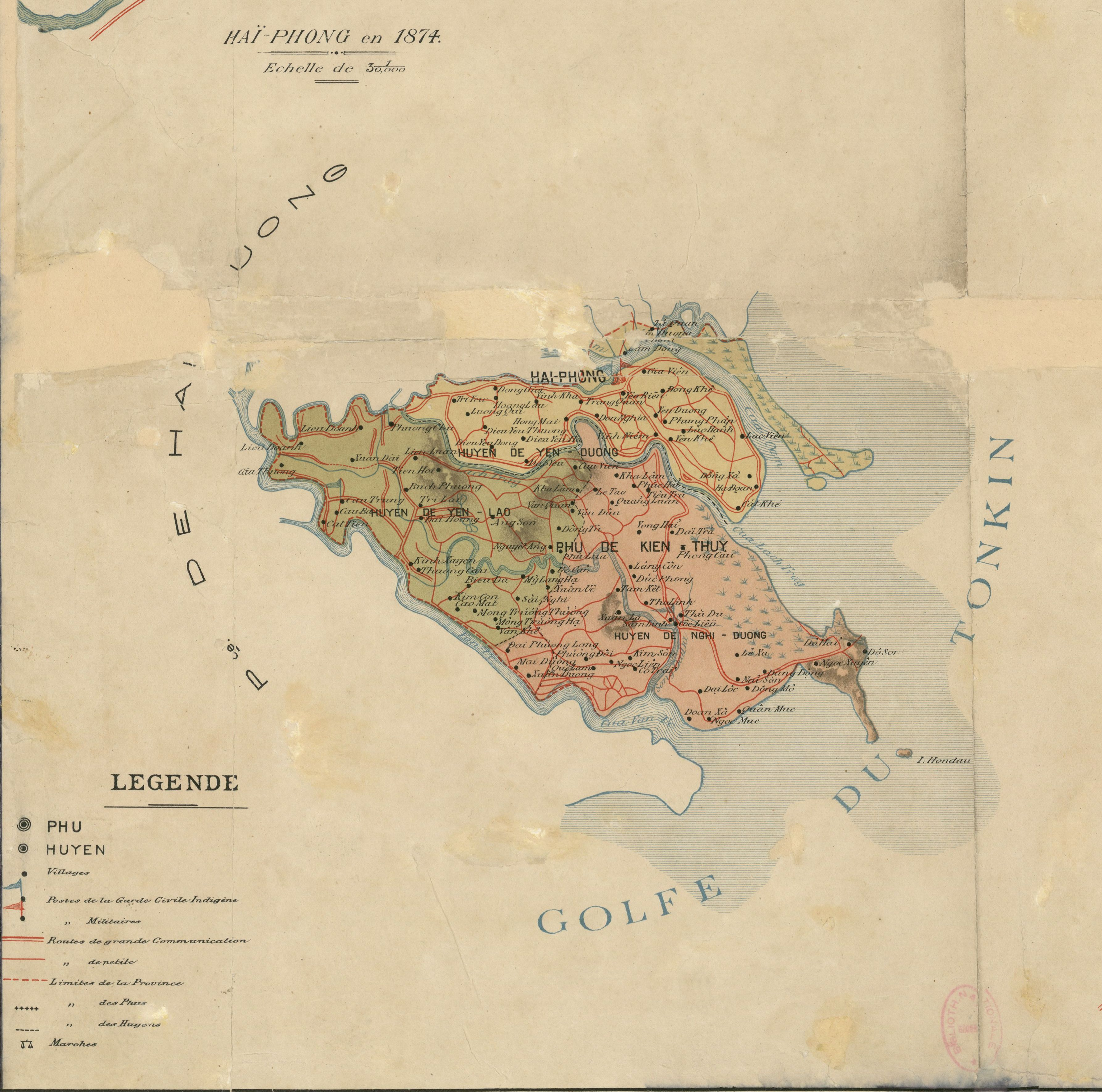
Bản đồ tỉnh Hải Phòng năm 1887

Từ năm 1871 đến năm 1873, Cử nhân Bùi Viện, được sự tiến cử với vua Tự Đức của Doanh điền sứ TS nho học Doãn Khuê, đã thực hiện việc xây dựng một bến cảng bên cửa sông Cấm mang tên Ninh Hải và một căn cứ phòng ngự bờ biển ở liền kế bên, gọi là nha Hải phòng sứ. Khi Pháp đánh chiến Bắc Kỳ lần thứ nhất năm 1873 – 1874, Nhà Nguyễn phải ký Hòa ước Giáp Tuất, trong đó quy định Nhà Nguyễn phải mở cửa thông thương các cảng Ninh Hải (sau là Hải Phòng) thuộc tỉnh Hải Dương và Thị Nại tỉnh Bình Định, để đổi lấy việc Pháp rút quân khỏi Bắc Kỳ. Sau đó tại cảng Ninh Hải này, Nhà Nguyễn và Pháp lập nên một cơ quan thuế vụ chung, quản lý việc thương mại ở vùng cảng này gọi là "Nha Thương chính".
Ngày 11 tháng 09 năm 1887, thực dân Pháp tách một số huyện ven biển của tỉnh Hải Dương nằm lân cận cảng Ninh Hải ra để thành lập tỉnh Hải Phòng gồm: An Dương, An Lão và Nghi Dương.
Ngày 19 tháng 7 năm 1888, Toàn quyền Đông Dương ký sắc lệnh thành lập thành phố Hải Phòng nằm trong tỉnh Hải Phòng và Hà Nội thuộc tỉnh Hà Nội, từ đó thành phố Hải Phòng chính thức có tên trên bản đồ Liên bang Đông Dương. Đến 1893 thêm huyện Tiên Lãng và năm 1898 thêm huyện Thủy Nguyên nữa được cắt về tỉnh Hải Phòng và thành phố Hải Phòng được tách ra từ tỉnh Hải Phòng, phần còn lại của tỉnh Hải Phòng lập thành tỉnh Phù Liễn, từ năm 1906 đổi tên là tỉnh Kiến An.
Về mặt hành chính, thành phố Hải Phòng là một nhượng địa nên thời kỳ này thuộc quyền trực trị của Pháp thay vì dưới thể chế bảo hộ của xứ Bắc Kì. Vào cuối thời Pháp thuộc khoảng thập niên 1940, dân số Hải Phòng tính được 73.000 người, chiếm địa vị thành phố lớn thứ 4 sau Sài Gòn, Chợ Lớn, và Hà Nội. Dưới thời Pháp thuộc, cuối thế kỷ XIX đầu thế kỷ XX, Hải Phòng đứng ngang hàng với Hà Nội, Sài Gòn, là thành phố cấp I. Là hải cảng lớn nhất của xứ Bắc Kỳ, đầu mối giao thông quan trọng trên đường hàng hải quốc tế và là một trung tâm công nghiệp, Hải Phòng đã trở thành một trong những cái nôi đánh dấu sự ra đời của giai cấp công nhân và phong trào công nhân Việt Nam đấu tranh chống lại sự áp bức bóc lột của thực dân Pháp. Hải Phòng là một trong những trung tâm của phong trào cách mạng cả nước trong các cao trào cách mạng 1930 – 1931, 1936 – 1939 và 1939 – 1945.

### Từ 1945 đến nay
Từ ngày 15 tháng 8 đến ngày 25 tháng 8 năm 1945, chính quyền tay sai dưới chế độ thực dân rồi phát xít ở Hải Phòng, Kiến An đã bị lực lượng cách mạng lật đổ, chính quyền cách mạng được thiết lập. Ngày 20 tháng 11 năm 1946, cuộc kháng chiến chống thực dân Pháp bùng nổ ở Hải Phòng. Ngày 13 tháng 5 năm 1955, Hải Phòng được giải phóng hoàn toàn, chính quyền nhân dân tiếp quản thành phố từ tay quân đội Pháp. Kể từ đó, ngày 13 tháng 5 hằng năm được chọn làm ngày giải phóng thành phố.
Ngày 26 tháng 9 năm 1955, huyện Hải An của tỉnh Kiến An sáp nhập vào thành phố Hải Phòng. Ngày 5 tháng 6 năm 1956, thị xã Cát Bà và huyện Cát Hải của khu Hồng Quảng sáp nhập vào thành phố Hải Phòng. Ngày 22 tháng 7 năm 1957, chuyển thị xã Cát Bà thành huyện Cát Bà. Ngày 5 tháng 7 năm 1961, khu vực nội thành được chia thành 3 khu phố mới là Hồng Bàng, Ngô Quyền và Lê Chân. Từ đó, Hải Phòng có 3 khu phố: Hồng Bàng, Lê Chân, Ngô Quyền và 3 huyện: Cát Bà, Cát Hải, Hải An. Ngày 27 tháng 10 năm 1962, thành phố Hải Phòng như ngày nay được Quốc hội nước Việt Nam dân chủ cộng hòa ra quyết định thành lập trên cơ sở hợp nhất thành phố Hải Phòng cũ và tỉnh Kiến An. Từ đây, Hải Phòng có 3 khu phố: Hồng Bàng, Lê Chân, Ngô Quyền và 9 huyện: An Dương, An Lão, Cát Bà, Cát Hải, Hải An, Kiến Thụy, Thủy Nguyên, Tiên Lãng, Vĩnh Bảo. Ngày 10 tháng 4 năm 1963, thành lập thị xã Đồ Sơn trên cơ sở điều chỉnh địa giới huyện Kiến Thụy. Ngày 7 tháng 4 năm 1966, hợp nhất 2 huyện An Dương và Hải An thành huyện An Hải. Ngày 4 tháng 4 năm 1969, hợp nhất 2 huyện An Lão và Kiến Thụy thành huyện An Thụy.
Trong giai đoạn 1955–1975, với vai trò là thành phố Cảng lớn nhất miền Bắc, tiếp nhận phần lớn hàng viện trợ quốc tế và là căn cứ xuất phát của đường Hồ Chí Minh trên biển. Vì vậy trong các cuộc leo thang đánh phá miền Bắc, máy bay của không quân Mỹ đã tập trung bắn phá ác liệt Hải Phòng, tiến hành phong tỏa Cảng, nhằm hủy diệt đầu mối giao thông vận tải, ngăn chặn chi viện của miền Bắc cho miền Nam và của quốc tế với Việt Nam. Nhiều nhà máy, công trình xây dựng, bến cảng, đường giao thông, cầu phà và khu dân cư bị phá hủy hoàn toàn.
Kể từ trận đầu bắn rơi máy bay Mỹ trên đảo Bạch Long Vĩ ngày 26 tháng 3 năm 1965 đến chiến thắng oanh liệt trong chiến dịch 12 ngày đêm cuối năm 1972, quân và dân Hải Phòng đã chiến đấu trên 4000 trận, bắn rơi 317 máy bay Mỹ, trong đó có 5 pháo đài bay B52; và 28 lần bắn cháy tàu chiến của hải quân Mỹ. Do những thành tích trong công cuộc xây dựng và bảo vệ Tổ quốc, thành phố đã được nhà nước trao tặng Huân chương Độc lập hạng nhất, Huân chương Kháng chiến hạng nhất, Huân chương Chiến công hạng nhất và Huân chương Sao vàng (1985). Sau khi thống nhất đất nước năm 1975, Hải Phòng là một trong ba thành phố trực thuộc trung ương của nước Cộng hòa xã hội chủ nghĩa Việt Nam, cùng với Hà Nội và Thành phố Hồ Chí Minh. Đầu năm 1976, Hải Phòng có 3 khu phố: Hồng Bàng, Lê Chân, Ngô Quyền; 2 thị xã: Đồ Sơn, Kiến An và 7 huyện: An Hải, An Thụy, Cát Bà, Cát Hải, Thủy Nguyên, Tiên Lãng, Vĩnh Bảo.
Ngày 11 tháng 3 năm 1977, huyện Cát Bà được sáp nhập vào huyện Cát Hải. Ngày 5 tháng 3 năm 1980, thị xã Đồ Sơn và 21 xã của huyện An Thụy được sáp nhập thành huyện Đồ Sơn; thị xã Kiến An cũng được sáp nhập với 16 xã còn lại của huyện An Thụy thành huyện Kiến An. Ngày 3 tháng 1 năm 1981, đổi khu phố thành quận, từ đó, Hải Phòng có 3 quận: Hồng Bàng, Lê Chân, Ngô Quyền và 7 huyện: An Hải, Cát Hải, Đồ Sơn, Kiến An, Thủy Nguyên, Tiên Lãng và Vĩnh Bảo.
Ngày 6 tháng 6 năm 1988, chia huyện Đồ Sơn thành thị xã Đồ Sơn và huyện Kiến Thụy; chia huyện Kiến An thành thị xã Kiến An và huyện An Lão. Ngày 5 tháng 5 năm 1990, Hải Phòng được công nhận là đô thị loại II. Ngày 9 tháng 12 năm 1992, huyện đảo Bạch Long Vĩ được thành lập. Ngày 29 tháng 8 năm 1994, thị xã Kiến An được chuyển thành quận Kiến An. Ngày 20 tháng 12 năm 2002, sáp nhập 2 xã Vĩnh Niệm và Dư Hàng Kênh của huyện An Hải về quận Lê Chân và chuyển thành 2 phường có tên tương ứng, thành lập quận Hải An trên cơ sở tách 5 xã: Đằng Lâm, Đằng Hải, Đông Hải, Nam Hải, Tràng Cát thuộc huyện An Hải và phường Cát Bi thuộc quận Ngô Quyền, đổi tên phần còn lại của huyện An Hải thành huyện An Dương. Ngày 9 tháng 5 năm 2003, Hải Phòng được công nhận là đô thị loại 1 trực thuộc trung ương.
Ngày 12 tháng 9 năm 2007, quận Dương Kinh được thành lập trên cơ sở tách 6 xã: Anh Dũng, Hưng Đạo, Đa Phúc, Hải Thành, Tân Thành, Hòa Nghĩa thuộc huyện Kiến Thụy; quận Đồ Sơn cũng được thành lập trên cơ sở thị xã Đồ Sơn và xã Hợp Đức, huyện Kiến Thụy. Thành phố Hải Phòng có 7 quận và 8 huyện.

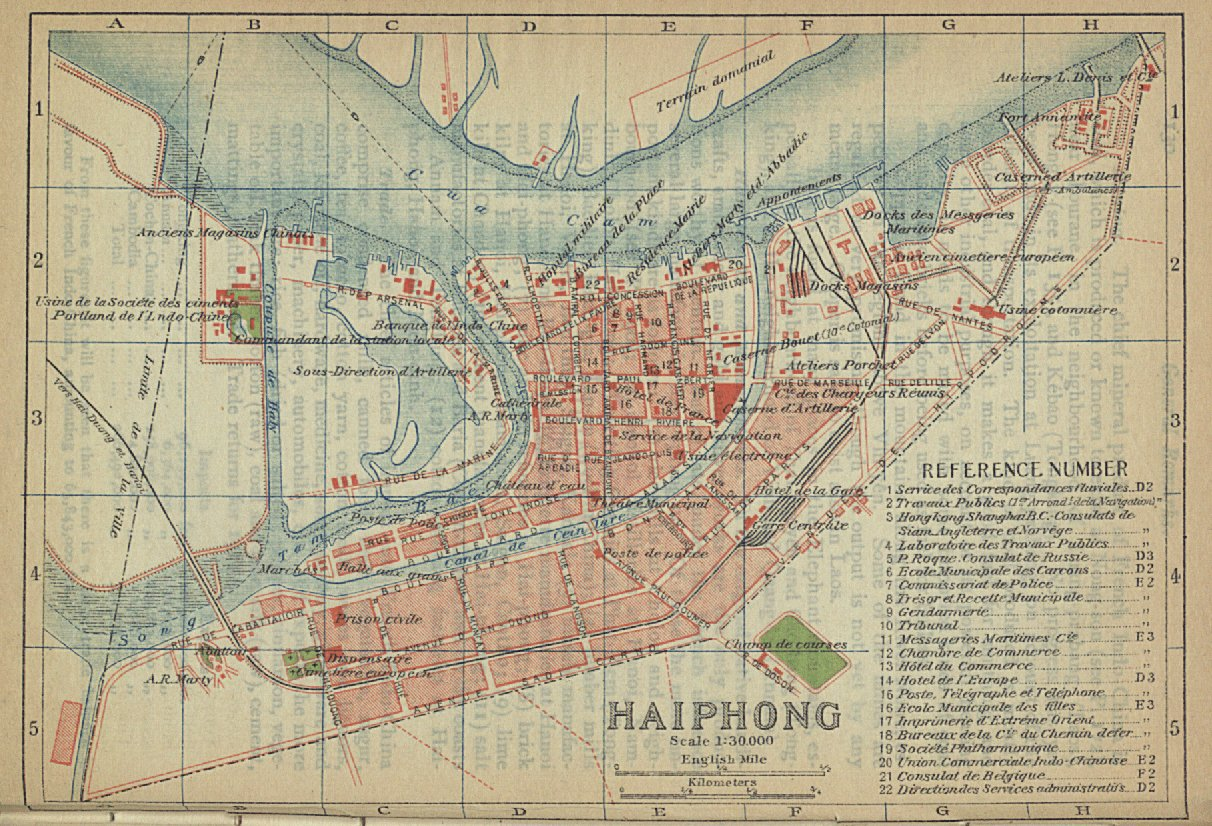
Bản đồ Hải Phòng năm 1920

Bản đồ Hải Phòng năm 1934

Ngày 24 tháng 10 năm 2024, Ủy ban Thường vụ Quốc hội ban hành Nghị quyết số 1232/NQ-UBTVQH15 về việc sắp xếp đơn vị hành chính cấp huyện, cấp xã của thành phố Hải Phòng giai đoạn 2023 – 2025 (nghị quyết có hiệu lực từ ngày 1 tháng 1 năm 2025). Theo đó:
- Điều chỉnh một phần của huyện An Dương (gồm 3 xã: An Hồng, An Hưng, Đại Bản) vào quận Hồng Bàng và thành lập quận An Dương trên cơ sở huyện An Dương sau khi điều chỉnh.
- Thành lập thành phố Thủy Nguyên trên cơ sở toàn bộ huyện Thủy Nguyên và một phần của quận Hải An.

Thành phố Hải Phòng có 8 quận, 1 thành phố và 6 huyện.
Ngày 28 tháng 4 năm 2025, Hải Phòng được phong tặng danh hiệu "Thành phố Anh hùng", là Thành phố trực thuộc Trung ương  thứ 3 được phong tặng sau Hà Nội (2000), Thành phố Hồ Chí Minh (2005). 
Ngày 12 tháng 6 năm 2025, Quốc hội ban hành Nghị quyết số 202/2025/QH15 về việc sắp xếp đơn vị hành chính cấp tỉnh (nghị quyết có hiệu lực từ ngày 12 tháng 6 năm 2025). Theo đó, sáp nhập tỉnh Hải Dương vào thành phố Hải Phòng.
Sau khi sáp nhập, thành phố Hải Phòng có 3.194,72 km² diện tích tự nhiên và quy mô dân số là 4.664.124 người.

## Hành chính
Hải Phòng là một trong ba thành phố trực thuộc trung ương đầu tiên của Việt Nam ngay sau năm 1975 cùng với Hà Nội và Thành phố Hồ Chí Minh. Hiện tại, Hải Phòng có 114 đơn vị hành chính cấp xã, gồm 45 phường, 67 xã và 2 đặc khu.
| Tên           | Diện tích (km²) | Dân số (người) |
| ------------- | --------------- | -------------- |
| Phường (45)   |                 |                |
| Ái Quốc       | 17,83           | 24.736         |
| An Biên       | 6,56            | 116.091        |
| An Dương      | 31,23           | 76.879         |
| An Hải        | 19,96           | 77.086         |
| An Phong      | 27,92           | 44.660         |
| Bạch Đằng     | 53,49           | 51.633         |
| Bắc An Phụ    | 26,04           | 22.780         |
| Chí Linh      | 26,79           | 31.983         |
| Chu Văn An    | 40,90           | 56.171         |
| Dương Kinh    | 27,96           | 27.339         |
| Đồ Sơn        | 25,54           | 36.494         |
| Đông Hải      | 57,65           | 50.748         |
| Gia Viên      | 5,01            | 102.246        |
| Hải An        | 39,99           | 102.648        |
| Hải Dương     | 6,51            | 51.522         |
| Hòa Bình      | 19,47           | 47.168         |
| Hồng An       | 27,64           | 64.771         |
| Hồng Bàng     | 12,11           | 113.200        |
| Hưng Đạo      | 18,64           | 37.859         |
| Kiến An       | 11,18           | 67.236         |
| Kinh Môn      | 11,47           | 24.948         |
| Lê Chân       | 5,65            | 161.051        |
| Lê Đại Hành   | 31,62           | 24.638         |
| Lê Ích Mộc    | 27,04           | 51.853         |
| Lê Thanh Nghị | 8,04            | 81.500         |
| Lưu Kiếm      | 42,17           | 49.376         |
| Nam Đồ Sơn    | 21,00           | 30.372         |
| Nam Đồng      | 19,67           | 24.900         |
| Nam Triệu     | 29,51           | 40.224         |

| Tên             | Diện tích (km²) | Dân số (người) |
| --------------- | --------------- | -------------- |
| Ngô Quyền       | 5,81            | 88.595         |
| Nguyễn Đại Năng | 17,40           | 29.083         |
| Nguyễn Trãi     | 76,28           | 16.098         |
| Nhị Chiểu       | 39,28           | 43.799         |
| Phạm Sư Mạnh    | 22,34           | 24.919         |
| Phù Liễn        | 18,46           | 60.733         |
| Tân Hưng        | 14,18           | 38.794         |
| Thạch Khôi      | 19,94           | 34.432         |
| Thành Đông      | 12,22           | 50.307         |
| Thiên Hương     | 21,10           | 45.140         |
| Thủy Nguyên     | 45,34           | 71.731         |
| Trần Hưng Đạo   | 66,88           | 36.012         |
| Trần Liễu       | 23,87           | 26.696         |
| Trần Nhân Tông  | 40,10           | 27.053         |
| Tứ Minh         | 14,77           | 30.416         |
| Việt Hòa        | 17,02           | 31.001         |
| Xã (67)         |                 |                |
| An Hưng         | 20,23           | 25.535         |
| An Khánh        | 24,16           | 33.936         |
| An Lão          | 26,39           | 47.189         |
| An Phú          | 27,25           | 35.121         |
| An Quang        | 21,40           | 29.091         |
| An Thành        | 23,66           | 28.785         |
| An Trường       | 25,54           | 30.256         |
| Bắc Thanh Miện  | 25,27           | 27.227         |
| Bình Giang      | 21,33           | 26.563         |
| Cẩm Giang       | 26,64           | 34.523         |
| Cẩm Giàng       | 23,43           | 34.025         |
| Chấn Hưng       | 32,11           | 26.092         |
| Chí Minh        | 34,12           | 32.636         |

| Tên               | Diện tích (km²) | Dân số (người) |
| ----------------- | --------------- | -------------- |
| Đại Sơn           | 22,99           | 30.616         |
| Đường An          | 25,53           | 34.341         |
| Gia Lộc           | 21,78           | 46.735         |
| Gia Phúc          | 30,99           | 40.682         |
| Hà Bắc            | 26,06           | 36.429         |
| Hà Đông           | 31,33           | 33.499         |
| Hà Nam            | 27,78           | 27.800         |
| Hà Tây            | 24,41           | 34.187         |
| Hải Hưng          | 24,85           | 27.314         |
| Hồng Châu         | 29,59           | 32.742         |
| Hợp Tiến          | 17,50           | 20.740         |
| Hùng Thắng        | 43,59           | 26.877         |
| Kẻ Sặt            | 24,66           | 39.554         |
| Khúc Thừa Dụ      | 28,79           | 33.784         |
| Kiến Hải          | 31,86           | 44.862         |
| Kiến Hưng         | 21,02           | 28.044         |
| Kiến Minh         | 16,32           | 26.181         |
| Kiến Thụy         | 20,18           | 38.020         |
| Kim Thành         | 34,86           | 42.915         |
| Lạc Phượng        | 24,71           | 28.613         |
| Lai Khê           | 30,07           | 42.875         |
| Mao Điền          | 24,37           | 43.333         |
| Nam An Phụ        | 25,90           | 27.841         |
| Nam Sách          | 19,75           | 36.758         |
| Nam Thanh Miện    | 23,99           | 33.230         |
| Nghi Dương        | 19,48           | 25.660         |
| Nguyên Giáp       | 27,42           | 28.197         |
| Nguyễn Bỉnh Khiêm | 26,37           | 24.575         |
| Nguyễn Lương Bằng | 26,46           | 40.200         |
| Ninh Giang        | 27,41           | 39.535         |

| Tên          | Diện tích (km²) | Dân số (người) |
| ------------ | --------------- | -------------- |
| Phú Thái     | 28.89           | 46.234         |
| Quyết Thắng  | 22,15           | 22.560         |
| Tân An       | 25,70           | 27.563         |
| Tân Kỳ       | 27,76           | 38.172         |
| Tân Minh     | 33,00           | 36.598         |
| Thái Tân     | 20,73           | 20.334         |
| Thanh Hà     | 26,11           | 36.173         |
| Thanh Miện   | 33,47           | 45.388         |
| Thượng Hồng  | 24,01           | 24.584         |
| Tiên Minh    | 36,48           | 36.236         |
| Tiên Lãng    | 27,89           | 40.446         |
| Trần Phú     | 24,99           | 35.937         |
| Trường Tân   | 24,56           | 31.736         |
| Tuệ Tĩnh     | 17,78           | 27.202         |
| Tứ Kỳ        | 30,65           | 37.722         |
| Việt Khê     | 30,98           | 37.936         |
| Vĩnh Am      | 27,34           | 34.562         |
| Vĩnh Bảo     | 30,60           | 45.332         |
| Vĩnh Hải     | 32,21           | 37.574         |
| Vĩnh Hòa     | 21,66           | 28.176         |
| Vĩnh Lại     | 26,15           | 38.963         |
| Vĩnh Thịnh   | 21,50           | 26.382         |
| Vĩnh Thuận   | 23,50           | 28.879         |
| Yết Kiêu     | 21,53           | 33.499         |
| Đặc khu (2)  |                 |                |
| Bạch Long Vĩ | 3,07            | 686            |
| Cát Hải      | 286,98          | 71.211         |

## Chính trị
Cơ quan lãnh đạo chính trị của Đảng bộ Đảng Cộng sản Việt Nam Thành phố Hải Phòng giữa hai kỳ đại hội đại biểu Đảng bộ Thành phố là Thành ủy Hải Phòng hay còn được gọi Ban chấp hành Đảng bộ Thành phố Hải Phòng. Đứng đầu Thành ủy là Bí thư Thành ủy và là ủy viên Ban chấp hành Trung ương Đảng Cộng sản Việt Nam.

### Lịch sử
Tiền thân của Thành ủy Hải Phòng là Đảng bộ Đông Dương Cộng sản đảng Hải Phòng được thành lập tháng 8 năm 1929. Sau khi các đảng Cộng sản tại Việt Nam hợp nhất, Đảng bộ Hải Phòng được thành lập tháng 4 năm 1930 do Nguyễn Đức Cảnh làm Bí thư. Tháng 10 năm 1939, Xứ uỷ Bắc Kỳ thành lập các khu Hải Phòng, Kiến An, Hải Dương và vùng mỏ thuộc khu B (sau đó gọi là liên tỉnh B). Trong thời gian này Thành ủy không được lập, Bí thư Khu ủy Tô Hiệu trực tiếp lãnh đạo phong trào.
Ngày 26 tháng 11 năm 1940, tại làng Đồng Tải (huyện An Lão), Thành ủy Hải Phòng và Tỉnh ủy Kiến An họp bàn thực hiện chủ trương hợp nhất thành Liên tỉnh Hải Kiến. Trong thời gian từ 1940–1954 Đảng bộ bị khủng bố liên tục và phải hoạt động bí mật, có thời gian Xứ ủy Bắc Kỳ phải kiêm nhiệm trực tiếp hoạt động. Sau hiệp định Geneve, chính phủ Việt Nam Dân chủ Cộng hòa tiếp quản Hải Phòng. Đảng bộ Đảng Cộng sản Việt Nam thành phố Hải Phòng được tái lập và hoạt động cho tới nay.

### Các đời Bí thư
Giai đoạn 1930 – 1962
- Nguyễn Đức Cảnh là Bí thư Đảng bộ Đảng Cộng sản Việt Nam Hải Phòng từ tháng 4-10/1930, là Bí thư Thành ủy Hải Phòng đầu tiên;
- Nguyễn Hữu Túc (tức Nguyễn Công Hòa) là Bí thư Tỉnh ủy Hải Phòng giai đoạn 10/1930-1938;
- Lương Khánh Thiện là Bí thư Tỉnh ủy Hải Phòng giai đoạn 1938-1939;
- Tô Hiệu là Bí thư Khu ủy Khu B trong giai đoạn từ tháng 10-12/1939;
- Lê Quang Đạo là Bí thư Thành ủy Hải Phòng giai đoạn 12/1939-1946;
- Lê Trung Toản là Bí thư Thành ủy Hải Phòng giai đoạn 1946;
- Nguyễn Văn Kha là Bí thư Thành ủy Hải Phòng giai đoạn Tháng 11, năm 1946 đến tháng 2 năm 1947;
- Lê Quốc Thân là Bí thư Tỉnh ủy Kiến An giai đoạn 1946;
- Hoàng Mậu là Bí thư Thành ủy Hải Phòng giai đoạn 1946-1955;
- Đỗ Mười là Bí thư Thành ủy Hải Phòng giai đoạn 1955-1956;
- Hoàng Hữu Nhân là Chủ tịch Ủy ban hành chính thành phố đầu tiên (1957-1963), Bí thư Thành ủy (1963-1968);

Giai đoạn 1962 – nay
Từ năm 1962, thành phố Hải Phòng và tỉnh Kiến An hợp nhất thành thành phố Hải Phòng. Hải Phòng là thành phố trực thuộc Trung ương vì vậy Bí thư Thành ủy thường là Ủy viên Trung ương Đảng.
| STT | Đại hội Đảng bộ | Bí thư           | Nhiệm kỳ        | Ghi chú |
| --- | --------------- | ---------------- | --------------- | ------- |
| 1   | I               | Hoàng Hữu Nhân   | 7/1963-4/1968   |         |
| 2   | II              | Trần Kiên        | 4/1968-8/1971   |         |
| 2   | III             | Trần Kiên        | 8/1971-3/1974   |         |
| 2   | IV              | Trần Kiên        | 3/1974-5/1976   |         |
| 2   | V               | Trần Kiên        | 5-11/1976       |         |
| 3   | VI              | Trần Đông        | 11/1976-7/1979  |         |
| 4   | VII             | Bùi Quang Tạo    | 7/1979-2/1982   |         |
| 5   | VIII            | Đoàn Duy Thành   | 2/1982-10/1986  |         |
| 6   | IX              | Lê Danh Xương    | 10/1986-10/1991 |         |
| 6   | X               | Lê Danh Xương    | 10/1991-5/1996  |         |
| 6   | XI              | Lê Danh Xương    | 5/1996-1/2000   |         |
| 7   | XI              | Tô Huy Rứa       | 1/2000          |         |
| 7   | XII             | Tô Huy Rứa       | 1/2000-2003     |         |
| 8   | XII             | Nguyễn Văn Thuận | 2003-12/2005    |         |
| 8   | XIII            | Nguyễn Văn Thuận | 12/2005-12/2010 |         |
| 9   | XIV             | Nguyễn Văn Thành | 12/2010-12/2014 |         |
| 10  | XIV             | Dương Anh Điền   | 12/2014-10/2015 |         |
| 11  | XV              | Lê Văn Thành     | 10/2015-10/2020 |         |
| 11  | XVI             | Lê Văn Thành     | 10/2020-5/2021  |         |
| 12  | XVI             | Trần Lưu Quang   | 5/2021-1/2023   |         |
| 13  | XVI             | Lê Tiến Châu     | 1/2023-nay      |         |

## Dân cư

### Đặc trưng

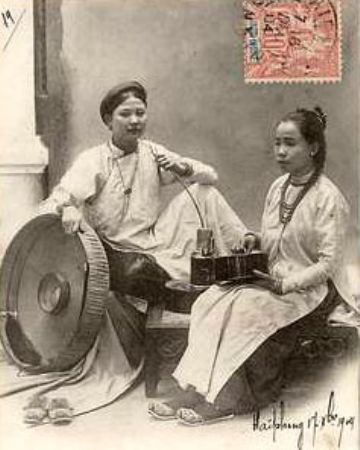
Phụ nữ Hải Phòng năm 1904

Năm 1897, tức vài năm sau khi thành lập, Hải Phòng có dân số 18.480. Người Hải Phòng mang những dấu ấn đậm nét của người dân miền biển mà vẫn thường được gọi là ăn sóng nói gió.
Những cư dân vùng ven biển Hải Phòng (trải dài từ huyện Thủy Nguyên cho tới huyện Vĩnh Bảo ngày nay) chính là những người đi tiên phong trong công cuộc khai phá tạo dựng nên mảnh đất có tên là Hải Tần Phòng Thủ những năm đầu Công nguyên khi nữ tướng anh hùng Lê Chân về đây gây dựng căn cứ chống quân Đông Hán. Nhưng lịch sử hình thành và phát triển đô thị Cảng biển Hải Phòng như ngày hôm nay chỉ thực sự được quan tâm đúng mức vào giai đoạn nửa sau thế kỷ XIX khi thực dân Pháp đẩy mạnh quá trình khai thác thuộc địa ở Đông Dương. Điều đó góp phần tạo nên sự đa dạng và phức tạp trong thành phần cư dân nơi đây, với những nét khác biệt so với nhiều địa phương khác tại Việt Nam cùng thời điểm.
Từ những năm cuối thế kỷ XIX đầu thế kỷ XX dưới thời Pháp thuộc, Hải Phòng cùng với Sài Gòn có vai trò như những cửa ngõ kinh tế của Liên bang Đông Dương trong giao thương với quốc tế ở vùng Viễn Đông. Vì thế ở thời điểm đó tại Hải Phòng tập trung nhiều thành phần dân di cư tới sinh sống lập nghiệp. Cộng đồng người Việt lúc đó ngoài cư dân địa phương còn đón nhận nhiều dân di cư tới từ nhiều tỉnh thành của miền Bắc như Hà Nội - Hà Tây, Hải Dương, Nam Định, Thái Bình, Hưng Yên... Nhiều người trong số đó dù không sinh ra tại Hải Phòng nhưng đã gắn bó với thành phố Cảng trong những năm tháng đáng nhớ của sự nghiệp. Điển hình là những nhà hoạt động cách mạng và sau là những người giữ trọng trách của Đảng như Nguyễn Đức Cảnh, Tô Hiệu, Nguyễn Văn Linh, Lê Quang Đạo, nhạc sĩ Đỗ Nhuận, nhà thơ Thế Lữ, nhà văn Nguyên Hồng, cùng những doanh nhân giàu lòng yêu nước như Nguyễn Sơn Hà, Bạch Thái Bưởi...
Trong những năm tháng chiến tranh Việt Nam, Hải Phòng là nơi tiếp nhận một số lượng lớn những cán bộ cách mạng từ miền Trung và miền Nam tập kết ra Bắc. Nhiều người đã lập gia đình tại Hải Phòng để rồi sau ngày thống nhất đất nước, đã đưa gia đình trở lại quê hương miền Nam. Một số người trong các lĩnh vực kinh doanh, giải trí tại Việt Nam hiện nay như Đặng Thành Tâm, Ngọc Sơn (ca sĩ), Duy Mạnh đều có cha là người miền Nam tập kết còn mẹ là người Hải Phòng. Ngoài ra, trong giai đoạn này cũng có nhiều con em các gia đình cách mạng sinh ra tại miền Nam sau đó được gửi ra miền Bắc, sống và học tập trong những năm niên thiếu tại Trường Học sinh miền Nam trên địa bàn Hải Phòng như Nghệ sĩ Nhân dân Trà Giang.
Trong số những cộng đồng người nước ngoài cư trú lâu dài tại Hải Phòng dưới thời Pháp thuộc, cộng đồng người Pháp có ảnh hưởng lớn nhất về mọi mặt. Đó có thể là những viên chức của chính quyền thuộc địa, sĩ quan quân đội, thương nhân, nhà công nghiệp hay dân di cư thông thường. Nhiều người trong số này đã kết hôn với người Việt bản xứ. Điển hình là trường hợp của nhà dân tộc học và nhân chủng học Georges Condominas sinh năm 1921 tại Hải Phòng, có cha là người Pháp còn mẹ là người lai ba dòng máu Việt - Hoa - Bồ Đào Nha. Ngoài ra, có Michel Henry (1922 - 2002), nhà triết học người Pháp, sinh năm 1922 tại Hải Phòng, trở về Pháp năm lên 7 tuổi. Nhưng gần như tất cả người Pháp đã rời khỏi thành phố sau khi Hải Phòng được giải phóng ngày 13 tháng 5 năm 1955. Họ chủ yếu đi bằng tàu biển vào Sài Gòn hoặc trở về Pháp. Sau trường hợp của Georges Condominas và Michel Henry, còn có nghệ sĩ tạo hình bong bóng Fan Yang (hiện giữ 19 kỷ lục Guinness thế giới), sinh năm 1962 tại Việt Nam, có cha là người Pháp gốc Hungary còn mẹ là người Hải Phòng.
Cộng đồng người Hoa ở Hải Phòng thời điểm đó vào loại đông nhất ở miền Bắc (Bắc Kỳ) và trở thành cộng đồng người nước ngoài có ảnh hưởng lớn tại Hải Phòng về mặt thương mại (tòa nhà Bảo tàng Hải Phòng hiện nay được xây dựng năm 1919, nằm trên đường Điện Biên Phủ, trước kia vốn là trụ sở của Ngân hàng Pháp - Hoa thời thuộc địa). Nhiều người Hoa cũng kết hôn với người Việt và định cư qua nhiều thế hệ tại vùng đất cửa biển. Trải qua nhiều biến cố lịch sử, ngày nay họ vẫn đóng vai trò là một bộ phận cư dân của thành phố.
Sự kết hợp giữa các yếu tố Á - Âu, Việt - Pháp, Việt - Hoa, Pháp - Hoa đã để lại những dấu ấn còn đậm nét trong những di sản về văn hóa, ngôn ngữ, kiến trúc và ẩm thực tại Hải Phòng ngày nay. Đây cũng là một trong những lý do có ảnh hưởng đến tính cách đặc trưng của người Hải Phòng: cởi mở, phóng khoáng, mạnh mẽ, trực tính, nhạy bén trong kinh doanh buôn bán và dễ tiếp nhận những cái mới. Nhiều người con đất Cảng đi lập nghiệp xa quê lâu năm nhưng vẫn giữ được phần nhiều những nét tính cách rất Hải Phòng đó.
Dân số đến năm 2015 là 2.10 triệu người

### Những nhân vật tiêu biểu
Nhiều người có đóng góp trong các lĩnh vực văn hóa, khoa học, nghệ thuật, kinh tế, chính trị, giải trí, thể thao... ở Việt Nam cũng như trên thế giới là những người sinh ra tại Hải Phòng hoặc có nguyên quán ở Hải Phòng. Cũng có nhiều người dù không sinh ra tại Hải Phòng nhưng mảnh đất cửa biển là nơi đã nuôi dưỡng tài năng, lưu dấu những năm tháng đáng nhớ trong cuộc đời và sự nghiệp của họ. Tiêu biểu trong số đó có nữ tướng Lê Chân, Thái tổ Mạc Đăng Dung, các nhà hoạt động cách mạng Tô Hiệu, Nguyễn Đức Cảnh; nhà văn Nguyên Hồng, nhà thơ Thế Lữ, nhà thơ Thanh Tùng, nhạc sĩ Đỗ Nhuận, Nghệ sĩ Nhân dân Trà Giang; các doanh nhân Nguyễn Sơn Hà, Bạch Thái Bưởi. Một số trường hợp đặc biệt như nhà nhân chủng học Georges Condominas, nhà triết học Michel Henry là những người gốc Pháp nhưng sinh ra và sống thời thơ ấu tại Hải Phòng. Ngoài ra, còn trường hợp của nghệ sĩ tạo hình bong bóng Fan Yang có mẹ là người Hải Phòng. Đỗ Mười, Hoàng Hữu Nhân, Đặng Văn Minh và Đoàn Duy Thành cũng từng là Bí thư, Chủ tịch của Hải Phòng trong một thời gian dài. Trong top những người giàu nhất sàn chứng khoán Việt Nam có ông Phạm Nhật Vượng - ngài chủ tịch Vingroup quê gốc Hà Tĩnh nhưng có mẹ là người Hải Phòng, ông Đỗ Hữu Hạ chủ tịch tập đoàn tài chính Hoàng Huy, và ông Đặng Thành Tâm cũng sinh ra, lớn lên ở Hải Phòng, mẹ là người Hải Phòng.
Trong các cuộc thi nhan sắc cũng có nhiều Hoa hậu, Á hậu, hoa khôi người mẫu Hải Phòng, tiêu biểu là Hoa hậu Việt Nam 2002 Phạm Thị Mai Phương, Hoa hậu Việt Nam 2004 Nguyễn Thị Huyền, Hoa hậu Hoàn vũ Việt Nam 2015 Phạm Thị Hương,... Trong lĩnh vực âm nhạc, Hải Phòng là nơi sản sinh ra những nhạc sĩ nổi tiếng như Từ Linh Đoàn Chuẩn, Văn Cao, Ngô Thụy Miên, Hoàng Quý.

## Kiến trúc và quy hoạch đô thị

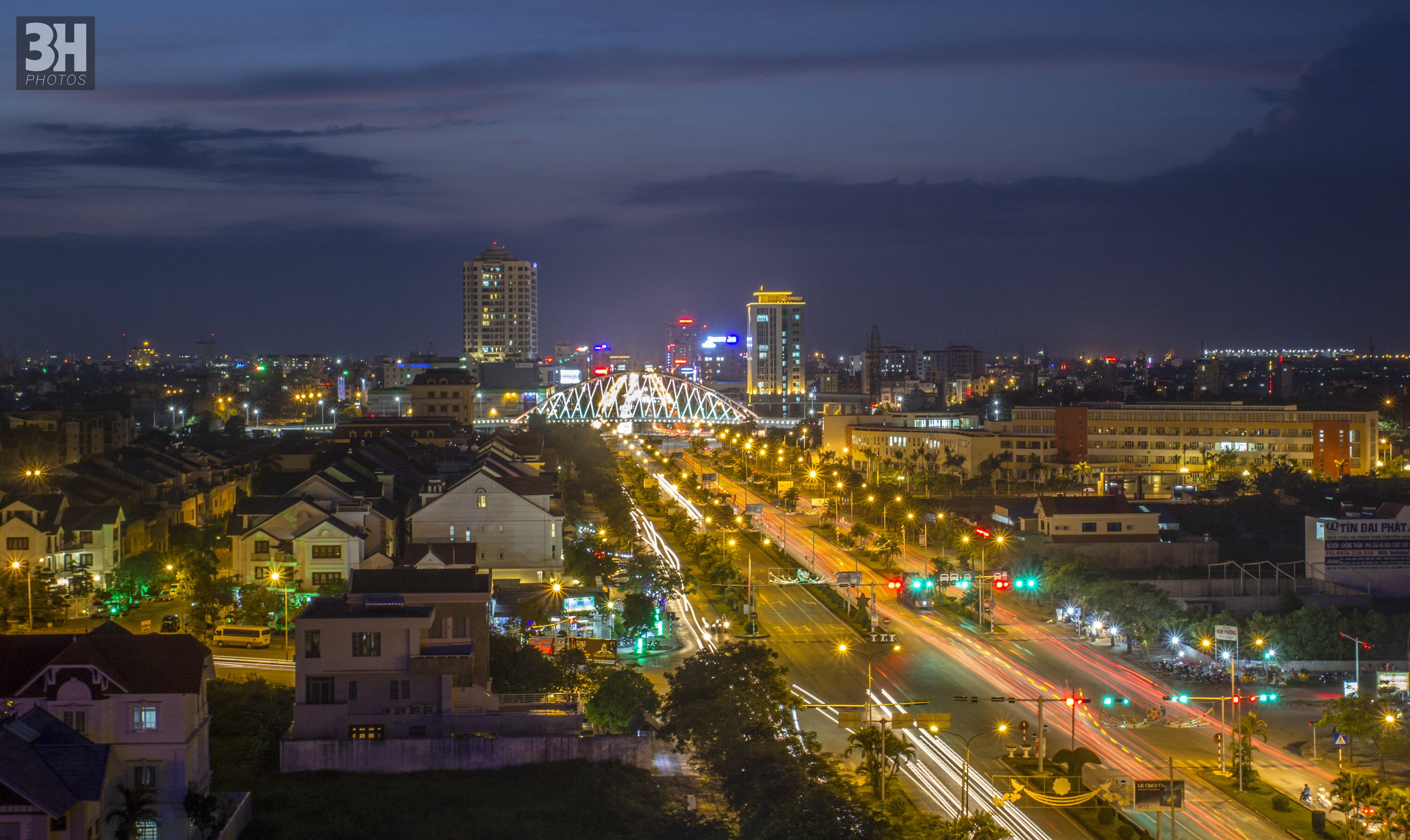
Phố Lê Hồng Phong nhìn từ trên cao.

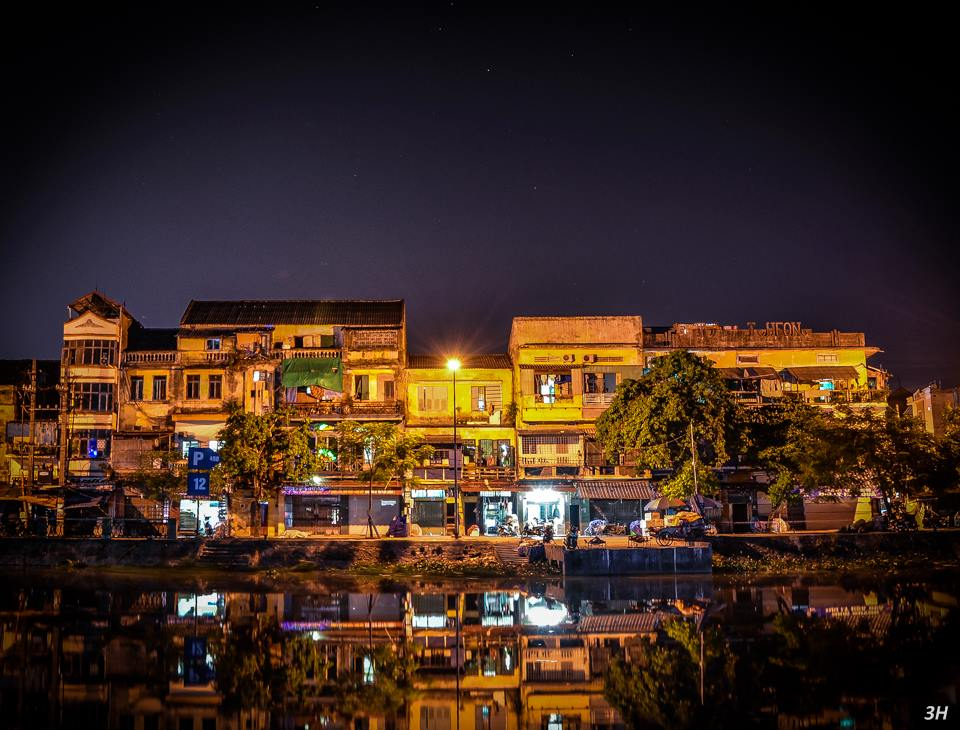
Phố cổ bên sông Tam Bạc

Kiến trúc của thành phố Hải Phòng là sự pha trộn hài hòa giữa 2 nền văn hóa Á - Âu. Sự pha trộn này tạo ra cho thành phố một nét đẹp đô thị riêng biệt, vừa thanh lịch, vừa mạnh mẽ. Đến thời điểm 2011, Hải Phòng còn giữ được nhiều khu phố với kiến trúc khá nguyên vẹn từ thời Pháp thuộc. Như ở quận Hồng Bàng, nhiều phố với những biệt thự do người Pháp xây dựng vẫn được giữ nguyên về tổng thể, tập trung các cơ quan hành chính sự nghiệp. Ở quận Hồng Bàng có khu phố Tàu gần Chợ Sắt (phố Khách nay là phố Phan Bội Châu và phố Trung Quốc nay là phố Lý Thường Kiệt) có những nét giống như khu vực Chợ Lớn ở Thành phố Hồ Chí Minh, đặc biệt là phố Tam Bạc nằm ngay bên con sông Tam Bạc thơ mộng, trên bến dưới thuyền, từng là đề tài cho nhiều họa sĩ.
Một nét độc đáo về đô thị Hải Phòng còn là những dòng sông. Những con sông chảy trong lòng thành phố hiện đại cùng với những cây cầu lớn nhỏ bắc qua. Hiện nay thành phố có khoảng 20 cây cầu lớn nhỏ, lớn nhất là cầu Bính - một trong những cây cầu dây văng lớn nhất Đông Nam Á.
Thành phố đang được quy hoạch theo 5 hướng giống như 5 cánh phượng ra biển, đồng thời bám theo những dòng sông lịch sử như sông Cấm, Tam Bạc, Lạch Tray,... để xứng tầm là một đô thị đặc biệt và thành phố dịch vụ cảng văn minh, hiện đại trong tương lai rất gần. Theo quy hoạch, đến năm 2015 Hải Phòng sẽ cơ bản trở thành thành phố công nghiệp cùng với Quảng Ninh, đi trước cả nước 5 năm và dự kiến vào trước năm 2020, muộn nhất là 2025 sẽ là thành phố thứ 3 xếp loại đô thị đặc biệt và tầm nhìn từ năm 2025 đến năm 2050 sẽ trở thành thành phố quốc tế.

### Kiến trúc Pháp
Các quận nội thành cũ (Hồng Bàng, Ngô Quyền, Lê Chân) hiện nay còn lưu giữ nhiều tòa nhà, ngôi nhà mang di sản kiến trúc từ thời Pháp thuộc, đặc biệt là hai tuyến phố Tam Bạc và phố Lý Thường Kiệt. Trải qua nhiều thăng trầm của lịch sử, Tam Bạc vẫn giữ được những nét cổ kính trong không gian kiến trúc với những tòa nhà hàng trăm năm tuổi. Phố Tam Bạc được mở từ thời Pháp thuộc, ban đầu gồm hai đoạn phố với tên gọi là Marésanne Proc và Gaull de Luis. Năm 1953, phố được đổi tên là Bạch Thái Bưởi. Sau năm 1954, chính quyền cách mạng tiếp quản thành phố và đổi tên thành phố Tam Bạc. Sở dĩ có tên gọi này giản đơn vì tuyến phố chạy dọc theo một dòng sông có tên là Tam Bạc.
Chạy song song với phố Tam Bạc, phố Lý Thường Kiệt còn lưu giữ nhiều nét kiến trúc xưa. Nhà ở đây xuyên từ phố Lý Thường Kiệt sang phố Tam Bạc. Những bức tường vàng ố màu thời gian, những cánh cửa gỗ hẹp ngang và cao của các ngôi nhà ống lợp ngói âm dương theo phong cách kiến trúc cổ Trung Quốc (thời kỳ trước phố này được gọi là phố Khách vì có nhiều người Hoa đến đây sinh sống, buôn bán) xen lẫn với những ngôi biệt thự kiến trúc Gô-tích của Pháp được xây dựng từ những năm đầu thế kỷ XX với những ô cửa sổ nhỏ nằm chót vót trên các mái vòm cong cong, tạo nên vẻ đẹp kiến trúc giao thoa Đông – Tây cho con phố. Nhà số 14 ngõ Gạo (nay là ngõ 61) từng là trạm giao liên quan trọng của Đảng Cộng sản Việt Nam thời trước Cách mạng Tháng Tám.

### Một số công trình kiến trúc tiêu biểu

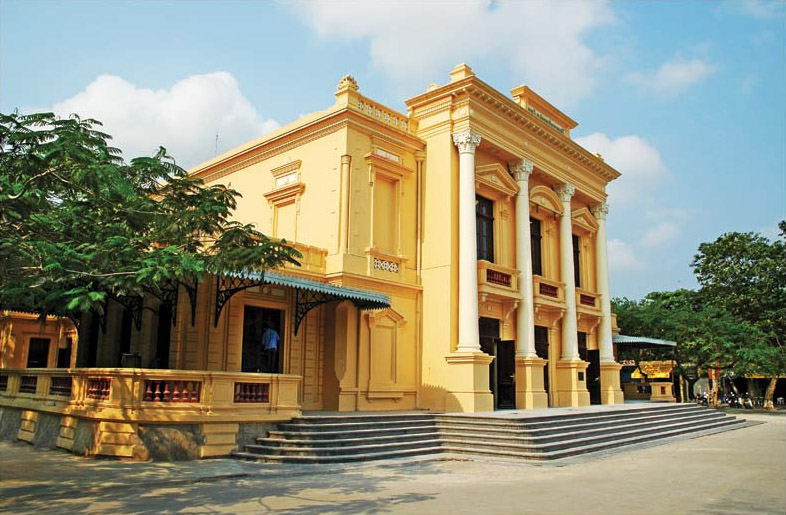
Nhà hát thành phố Hải Phòng

Nhà hát thành phố Hải Phòng (quen gọi là "Nhà hát Lớn" của thành phố): Công trình kiến trúc lâu đời tọa lạc ở trung tâm thành phố. Cùng với Nhà hát Lớn Hà Nội và Nhà hát Thành phố Hồ Chí Minh, Nhà hát thành phố Hải Phòng là một trong ba nhà hát được Pháp xây dựng tại Đông Dương. Trên khu vực quảng trường Nhà hát lớn của Thành phố còn có địa danh Quán Hoa, gồm 5 quán bán hoa xây dựng vào năm 1944 bởi chánh lục lộ lúc bấy giờ là Gautier với đường nét kiến trúc đình làng cổ Việt Nam. Khi xây dựng quán hoa, các bộ phận được làm sẵn từ nơi khác rồi mang đến lắp ráp chỉ trong một đêm.
Bảo tàng Hải Phòng là nơi trưng bày các hiện vật và thông tin về lịch sử thành phố từ thời tiền sử tới nay. Tòa nhà Bảo tàng Hải Phòng vốn là trụ sở của Ngân hàng Pháp-Hoa thời Pháp thuộc, được xây dựng theo kiến trúc gô-tích từ cuối thập niên 1910,hoàn thành năm 1919.
Ngoài ra còn có các công trình kiến trúc Pháp khác như Bưu điện thành phố Hải Phòng, Trụ sở Ngân hàng nhà nước, Trường Trung học phổ thông Ngô Quyền, Hải Phòng, Trung tâm triển lãm Văn hóa Nghệ thuật Hải Phòng, Trung tâm hội nghị thành phố Hải Phòng, Ngân hàng Nhà nước, Ngân hàng Công thương, Tượng đài nữ tướng Lê Chân, Khu đền thờ Trạng Trình Nguyễn Bỉnh Khiêm, Khu tưởng niệm Vương triều Mạc ở xã Ngũ Đoan, Kiến Thụy.

## Kinh tế
Hải Phòng là một "trung tâm kinh tế quan trọng" của miền bắc nói riêng và của cả Việt Nam nói chung. Dưới thời Pháp thuộc, Hải Phòng là thành phố cấp 1, ngang hàng với Sài Gòn và Hà Nội. Những năm cuối thế kỷ XIX, người Pháp đã có những đề xuất xây dựng Hải Phòng thành "thủ đô kinh tế" của Đông Dương.
Ngày nay, Hải Phòng là một trong những trung tâm kinh tế quan trọng nhất của Việt Nam, từ năm 2005 đến nay luôn đứng trong top 5 các tỉnh thành phố đóng góp ngân sách nhiều nhất cả nước, cụ thể là luôn đứng ở vị trí thứ 3 sau Thành phố Hồ Chí Minh và Hà Nội. Năm 2015, tổng thu ngân sách của thành phố đạt 56.288 tỷ đồng. Năm 2016 thu ngân sách 62.640 tỷ đồng. Thu ngân sách năm 2018 đạt 70.730,5 tỷ đồng. Trong bảng xếp hạng về Chỉ số năng lực cạnh tranh cấp tỉnh của Việt Nam năm 2017, thành phố Hải Phòng xếp ở vị trí thứ 9/63 tỉnh thành.
Thu nội địa của Hải Phòng trong nhiệm kỳ Bí thư Lê Văn Thành giai đoạn 2014 - 2017 tăng trường một cách ấn tượng, cụ thể là tăng 2.4 lần chỉ sau 3 năm (2014 - 2017), và đạt trước kế hoạch 3 năm (Hải Phòng chủ trương thu nội địa 20 nghìn tỷ vào năm 2020 nhưng năm 2017 đã đạt 22 nghìn tỷ). Năm 2018, thu nội địa của Thành phố Hải Phòng đạt 24.768 tỷ Đồng.

Thu nội địa Hải Phòng giai đoạn 2014-2017

Trong quá trình hội nhập sâu và rộng của đất nước, với các hiệp định tự do thương mai lịch sử đã được ký kết như Hiệp định đối tác xuyên Thái Bình Dương TPP, thành lập Cộng đồng chung ASEAN là cơ hội phát triển rất lớn cho thành phố Cảng Hải Phòng. Hiện nay thành phố Hải Phòng đã và đang là một địa điểm đầu tư hấp dẫn của giới đầu tư nước ngoài tại VN, hàng loạt các dự án FDI lớn tập trung vào các ngành công nghệ cao, ít ô nhiễm như LG Electronics 1,5 tỷ USD; Bridgestone 1,2 tỷ USD, LG Display 1,5 tỷ USD cùng rất nhiều các tên tuổi lớn khác như Regina Miracle, Fuji Xerox, Kyocera, Nipro Pharma, GE,... cho thấy sức hút lớn của thành phố. 

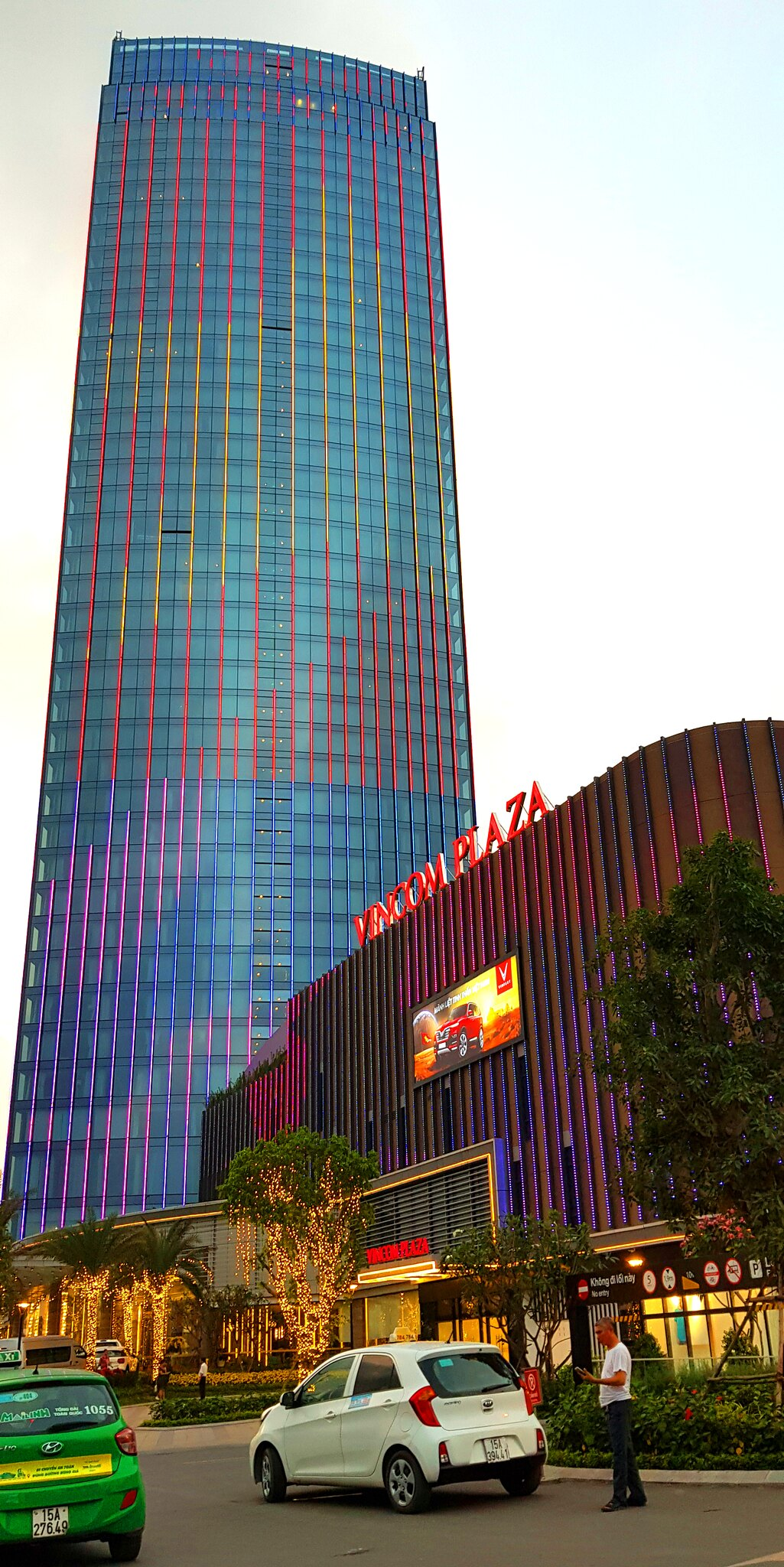
Tòa nhà 45 tầng Vinpearl Imperia HP

Đặc biệt, Hải Phòng là thủ phủ xe hơi của Việt Nam. Tổ hợp dự án Nhà máy sản xuất Ô tô, Xe máy điện VinFast của tập đoàn Vingroup, nhà máy có diện tích 335 hécta với tổng vốn đầu tư 3,5 tỉ USD. Với tham vọng phát triển trở thành thương hiệu sản xuất ô tô Made In Việt Nam, VinFast đã đầu tư, hợp tác, mua bản quyền công nghệ và kỹ thuật với các nhà sản xuất ô tô và linh kiện phụ tùng lớn của châu Âu như BMW,[5] Siemens AG[11] và Robert Bosch GmbH[12] của Đức, công ty Magna Steyr của Áo, và hãng thiết kế Pininfarina của Ý, là một trong những tổ hợp dự án công nghiệp lớn nhất Việt Nam, máy móc trang thiết bị, hệ thống Robot hiện đại hàng đầu khu vực.
Bên cạnh đó hiệu ứng từ những dự án phát triển cơ sở hạ tầng kết nối như Cao Tốc Hà Nội - Hải Phòng (rút ngắn thời gian đi Thủ đô Hà Nội xuống 1 tiếng 30 phút), Cảng cửa ngõ trung chuyển quốc tế Lach Huyện tại Cát Hải, các khu Công nghiệp mới luôn được đầu tư và mở rộng liên tục như VSIP, Tràng Duệ, Deep C II (Đình Vũ), Deep C III (Cát Hải), Nam Đình Vũ... Đã góp phần không nhỏ cho quy hoạch phát triển trở thành một "Thành phố Cảng Xanh" của Hải Phòng.
Các tập đoàn lớn như Vingroup, Himlam, Hilton, Nguyễn Kim, Lotte, Tập đoàn Hiệp Phong (Hong Kong), Apage (Singapore)... đã mang vào Hải Phòng hàng loạt những dự án lớn trong những năm gần đây, Vingroup với dự án khu du lịch sinh thái 1 tỷ USD tại Đảo Vũ Yên (800ha); dự án Vincom Lê Thánh Tông; Vinhomes Imperia với tòa tháp 45 tầng; Dự án bệnh viện Vinmec, Nhà máy sản xuất ô tô Vinfast tại đảo Cát Hải, Dự án nông nghiệp công nghệ cao Vin-Eco; Khu du lịch,công viên 65 trò chơi tại Đảo Dáu của Himlam; Khách sạn 5 sao Hilton Trần Quang Khải, Khu đô thị Ourcity và TTTM Quốc tế của tập đoàn Alibaba, TTTM Aeon Mall, Khu đô thị Water front... cùng các dự án khác như Đảo Hoa Phượng, Dragon Hill tại Đồ Sơn cho thấy một dấu hiệu tốt về sự phát triển dịch vụ và du lịch của thành phố.
Hải Phòng là trung tâm phát luồng hàng xuất nhập khẩu lớn nhất miền Bắc. Đến nay, Hải Phòng đã có quan hệ xuất nhập khẩu hàng hoá với trên 40 nước và vùng lãnh thổ trên thế giới. Trung tâm Hội chợ triển lãm quốc tế Hải Phòng là trung tâm hội chợ lớn nhất của Việt Nam hiện nay. Hải Phòng đang phấn đấu để trở thành một trong những trung tâm thương mại lớn nhất của cả nước.

### Làng nghề
Hải Phòng là địa phương có nhiều làng nghề: Làng chài Cái Bèo, Làng hoa Hạ Lũng, Làng nghề chiếu cói Lật Dương, Làng tạc tượng Bảo Hà,Làng mây tre đan Chính Mỹ, Làng đúc Mỹ Đồng, Làng cau Cao Nhân, Vận tải thủy An Lư; Khai thác, nuôi trồng thủy sản Lập Lễ; Sản xuất cá giống Hội Am; Con rối Nhân Mục; Mây tre đan Tiên Cầm; Hoa cây cảnh Mông Thượng; Bánh đa Kinh Giao; Hoa Đồng Dụ; Hoa Kiều Trung; Hoa Minh Kha; Nuôi trồng thủy sản Tân Thành....

### Sản vật
Những sản vật nổi tiếng: gà Liên Minh, Mật ong hoa rừng Cát Bà, Dưa chuột Kỳ Sơn, Bưởi Lâm Động, Táo Bàng La, Cá thu một nắng Đồ Sơn, Nếp xoắn Tân Trào, Nếp cái hoa vàng Đại Thắng, Tám đen, Dưa Tân Hưng, Thuốc lào Vĩnh Bảo, Tiên Lãng, Hải sản  Đồ Sơn.

## Giao thông
Với vị trí là đầu mối giao thông quan trọng, là cửa chính ra biển của toàn miền Bắc. Hải Phòng hội đủ tất cả các loại hình giao thông bao gồm năm loại hình là đường bộ, đường sắt, đường thủy nội địa, đường hàng không và hệ thống cảng biển.

### Hệ thống cảng biển
Hải Phòng có vị trí chiến lược, là cửa ngõ ra biển kết nối với thế giới của cả miền Bắc. Do vậy hệ thống cảng biển của thành phố được chú trọng đầu tư mở rộng từ rất sớm. Vào những năm cuối thế kỷ XIX, đầu thế kỷ XX, Hải Phòng đã được người Pháp xây dựng như một trung tâm thương mại, tài chính và đặc biệt nhất là cảng biển có tiếng tăm của Thái Bình Dương. Đầu thế kỷ XX, cảng Hải Phòng đã có mối quan hệ gắn bó với nhiều cảng lớn ở Đông Nam Á, châu Á, châu Đại Dương, Bắc Mỹ, ven Ấn Độ Dương, Địa Trung Hải, Đại Tây Dương, biển Bắc Âu...
Cảng Hải Phòng là một cụm cảng biển tổng hợp cấp quốc gia, cùng với Cảng Sài Gòn là một trong 2 hệ thống cảng biển lớn nhất Việt Nam, hiện đang được Chính phủ nâng cấp. Cảng Hải Phòng nằm trên tuyến đường giao thông trên biển, kết nối Singapore với Hồng Kông và các cảng của Đông Á và Đông Bắc Á.
Ngoài cảng biển, ở Hải Phòng còn có hơn 35 bến cảng khác với các chức năng khác nhau, như vận tải chất hóa lỏng (xăng, dầu, khí đốt), bến cảng đóng tàu, bến cho tàu vận tải đường sông nhỏ có trọng tải 1-2 tấn ("tàu chuột") như cảng sông Vật Cách, cảng sông Sở Dầu.
Theo quy hoạch phát triển vươn mình ra biển của thành phố và theo tính toán đến năm 2020, lượng hàng qua cảng Hải Phòng dự kiến sẽ đạt từ 110-120 triệu tấn vượt xa so với công suất tối đa hiện nay, vì thế dự án cụm Cảng cửa ngõ trung chuyển quốc tế Lạch Huyện đã được triển khai tại đảo Cát Hải với vốn đầu tư 1 tỷ USD. Đây là tương lai của Cảng biển Hải Phòng nhằm đáp ứng yêu cầu tiếp nhận tàu container, tàu tổng hợp có trọng tải đến hơn 100.000 DWT và được xác định là cảng cửa ngõ quốc tế (loại IA). Khi siêu cảng Container Lạch Huyện được đưa vào sử dụng, Thành phố có kế hoạch di chuyển hết tất cả các Cảng sông nội đô ra Lạch Huyện, nhằm chỉnh trang bộ mặt đô thị của Thành phố.

### Đường sắt
Hải Phòng có một tuyến đường sắt là tuyến Hà Nội - Hải Phòng, do Pháp xây dựng từ năm 1901 đến ngày 16.6.1902 thì hoàn thành và đưa vào sử dụng. Hiện được sử dụng để vận chuyển hành khách và hàng hóa, tuyến đường sắt này đang có kế hoạch được nâng cấp và điện khí hóa tuyến đường sắt này dài 102 km, gần như song song với quốc lộ 5A, đi qua địa phận các tỉnh thành: Hải Phòng, Hải Dương, Hưng Yên, Hà Nội. Ga Hải Phòng là ga hành khách cuối cùng trên tuyến đường sắt Hà Nội - Hải Phòng. Cùng với ga Huế và ga Nha Trang, ga Hải Phòng nằm trong số ít những ga đường sắt vẫn còn giữ được nguyên vẹn nét kiến trúc thời Pháp thuộc.

### Đường hàng không
Ở Hải Phòng hiện chỉ có 1 sân bay phục vụ dân sự, Sân bay quốc tế Cát Bi là sân bay đầu tiên của miền Bắc xây dựng từ thời Pháp thuộc. Sân bay này ban đầu xây dựng phục vụ mục đích quân sự. Hiện nay Vietnam Airlines và Jetstar Pacific Airlines đang khai thác đường bay Hải Phòng - Thành phố Hồ Chí Minh với 42 chuyến một tuần phục vụ vận tải hành khách. Vietnam Airlines mới đây đưa vào hoạt động đường bay Hải Phòng - Đà Nẵng với 7 chuyến một tuần (trước đây đã từng khai thác đường bay Hải Phòng - Macao (bay thuê chuyến) và Hải Phòng - Paris (thời chiến tranh).
Thành phố đang thực hiện nâng cấp sân bay Cát Bi theo tiêu chuẩn sân bay dân dụng cấp 4E, giai đoạn 1 đến năm 2015, bảo đảm tiếp nhận được máy bay B747 hạn chế tải trọng, B777-300, B777-200, A321. Xây dựng mới đường băng số 2, với kích thước dài 3050m, rộng 60m. Sân đỗ máy bay được mở rộng thành 8 vị trí đỗ. Cải tạo đường băng số 1 (cũ) thành đường lăn dài 3.050m, rộng 44m. Tổng vốn đầu tư giai đoạn 1 là 5 nghìn tỷ đồng. Hiện nay hãng hàng không giá trị nhất Việt Nam VietJet Air đã chọn Cảng Quốc tế Cát Bi làm Hub (bãi đỗ) cho hãng bay của mình, hãng cũng đề xuất xây dựng một nhà ga thứ hai, vốn xã hội hóa, dự kiến quý 4, năm 2017 sẽ khởi công xây dựng nhà ga mới này.
Thành phố có dự án xây dựng thêm một cảng hàng không quốc tế Hải Phòng dự kiến đặt tại huyện Tiên Lãng. Đây là Dự án có khả năng sẽ là sân bay lớn nhất tại miền Bắc với quy mô khoảng 6000 ha với tổng vốn đầu tư dự tính hiện thời qua 3 giai đoạn đến 2030 là hơn 8 tỉ USD.

### Đường bộ
Các tuyến đường huyết mạch nối Hải Phòng với các tỉnh thành khác như: Quốc lộ 5, quốc lộ 10, quốc lộ 37, và các tuyến đường cao tốc như Đường cao tốc Hà Nội – Hải Phòng, đường cao tốc ven biển Quảng Ninh – Hải Phòng – Ninh Bình.
Là nơi toàn bộ các nhánh hạ lưu của sông Thái Bình đổ ra biển nên Hải Phòng có mạng lưới sông ngòi dày đặc. Chính vì điều đó, việc xây dựng cầu đường trở nên rất quan trọng đối với thành phố này.
Một số công trình cầu tiêu biểu như: cầu Bính bắc qua sông Cấm nối giữa quận Hồng Bàng và huyện Thủy Nguyên, được cho là một trong những cây cầu đẹp nhất Đông Nam Á; cầu Lạc Long bắc qua sông Tam Bạc, thuộc quận Hồng Bàng, và được xem đây là cây cầu có đường dẫn đẹp nhất thành phố; và cầu Quay còn gọi là cầu xe lửa, bắc qua sông Tam Bạc, "cây cầu lịch sử" được xây dựng vào thời Pháp thuộc., cầu vượt biển Đình Vũ - Cát Hải dài nhất Việt Nam, cầu Bạch Đằng thuộc cao tốc Hải Phòng - Hạ Long.
Giai đoạn 2013 - 2018, Hải Phòng đạt kỷ lục xây nhiều cầu nhất trong lịch sử Việt Nam, với 20 cây cầu lớn nhỏ được xây dựng và đưa vào sử dụng, nổi bật là cầu Tân Vũ Lạch Huyện dài nhất Việt Nam. Trong năm 2016, 2017 lần đầu tiên những cây cầu ở Hải Phòng được thi công nhanh chóng đến không ngờ, có những cây cầu chỉ trong vòng 6 tháng đã hoàn thành như cầu vượt Nguyễn Bỉnh Khiêm, cầu vượt Ngã Ba Đình Vũ, 8 tháng đưa vào sử dụng 2 song cầu bắc qua sông Thái Bình nối huyện Vĩnh Bảo và huyện Tiên Lãng. Ước tính từ nay cho đến năm 2030, Hải Phòng sẽ có thêm 30 cây cầu nữa, sẽ trở thành "thành phố của những cây cầu" của vùng Duyên Hải Bắc Bộ, và nếu như Đà Nẵng - "thành phố cả những cây cầu" ở miền Trung - có những cây cầu mang tính biểu tượng, thì Hải Phòng lại có những cây cầu mang ý nghĩa về mặt hạ tầng, tạo nên một hệ thống logistic chất lượng bậc nhất miền Bắc Việt Nam.

### Giao thông đô thị
Thành phố Hải Phòng có khoảng 600 tuyến đường phố, nằm trong 7 quận nội thành. Đường dài nhất là Phạm Văn Đồng, dài 14.5 km, và đường ngắn nhất là Phó Đức Chính, dài chỉ 45 mét. Năm 2011, Thủ tướng đã phê duyệt dự án "Phát triển giao thông đô thị thành phố Hải Phòng" với tổng mức đầu tư 276,611 triệu USD. Dự án này bao gồm xây dựng tuyến đường trục đô thị dài 20 km, cải tạo cầu hiện có và xây dựng các cầu mới trên tuyến. Thành phố cũng sẽ thí điểm xây dựng tuyến xe buýt công cộng và cải thiện quản lý giao thông vận tải. Hầu hết các quận huyện của Hải Phòng có bến xe để vận chuyển hành khách và hàng hóa.
Biển xe máy 4 số theo thứ tự từ F đến S. Biển xe máy 5 số phân theo quận huyện có ký hiệu 15A1 đến 15N1. Trong khi đó biển ô tô 4 số gồm các đầu số 16K, 16H, 16L, 16M, 16N, 16R, 16LD,...và biển ô tô 5 số gồm các loại 15A, 15B, 15C, 15D, 15R, 15LD,...

## Văn hóa

### Văn học
Nhắc đến một Hải Phòng trong văn học là người ta nghĩ ngay đến tên tuổi nhà văn Nguyên Hồng và ngược lại nhắc đến sự nghiệp sáng tác của Nguyên Hồng thì không thể bỏ qua những tác phẩm viết về con người cũng như mảnh đất đã góp phần nuôi dưỡng tài năng văn chương của ông. Nguyên Hồng không sinh ra tại Hải Phòng (quê gốc của ông ở Nam Định) nhưng những năm tháng đáng nhớ nhất trong cuộc đời ông gắn liền với từng góc phố, bến tàu và những con người lam lũ cùng khổ nơi đất Cảng. Đó là cảm hứng để có một thiên tiểu thuyết Bỉ Vỏ ra đời.

### Nghệ thuật
Hải Phòng là nơi đã sản sinh và nuôi dưỡng nhiều tài năng nghệ thuật lớn của đất nước.
Nghệ thuật múa rối
Múa rối cạn và múa rối nước là một môn nghệ thuật dân gian đặc sắc của Hải Phòng. Tương truyền phường múa rối có nhiều đời ở Bảo Hà, xã Đồng Minh, huyện Vĩnh Bảo. Nghệ thuật múa rối vẫn được duy trì tốt ở Bảo Hà. Ngày nay khi biểu diễn hay có kèm âm nhạc, lời nói và ca hát. Múa rối cạn mang tính sân khấu, kịch hát.
Múa rối nước Nhân Hòa là một loại hình nghệ thuật sân khấu kết hợp với thiên nhiên và lửa pháo. Con rối nước Nhân Hòa làm bằng gỗ sơn then, không mặc trang phục. Nơi biểu diễn rối nước thường là hồ ao. Ngày nay người ta còn tạo ra bể nước để có thể diễn rối nước cả trong rạp hát.
Mỹ thuật
Hải Phòng không phải là trung tâm nghệ thuật lớn như Hà Nội, Huế, Thành phố Hồ Chí Minh. Các họa sĩ, nhà điêu khắc của Hải Phòng hoạt động nghệ thuật trong một môi trường ít nhiều buồn tẻ và khó khăn. Nhiều họa sĩ đã chọn cho riêng mình một môi trường nghệ thuật khác và đã không còn sinh sống ở Hải Phòng nữa. Tuy nhiên dù còn ở Hải Phòng hay không, tất cả họ đều có một phong cách nghệ thuật mạnh mẽ đậm chất miền biển.
Sân khấu, Điện ảnh
Nền văn hoá sân khấu của Hải Phòng ngày càng được nâng cao. Hiện có rất nhiều nhóm kịch nói đang hoạt động, đem lại hiệu quả rất cao. Với người dân Hải Phòng và cả nước, có lẽ thân thuộc nhất là nghệ sĩ hài Quang Thắng hay đạo diễn Văn Lượng với chương trình truyền hình "Ơi Hải Phòng" phát sóng hàng tuần trên VTV4. Và các bộ phim hấp dẫn, gây tiếng vang lớn lấy bố cảnh, cuộc sống người Hải Phòng lên những thước phim: " Nước mắt của biển", "Con mắt bão", "Sóng ở đáy sông"
Đoàn Chèo Hải Phòng là đơn vị nghệ thuật chèo chuyên nghiệp của chiếu chèo Đông.
Âm nhạc
Nền văn hóa cổ của Hải Phòng, còn lưu đọng đến bây giờ những điệu hát dân ca, những tích chèo, múa rối... như hát trù, hát đúm ở Thủy Nguyên; hát chèo, nhạc múa rối ở Tiên Lãng, Vĩnh Bảo; các điệu hò kéo thuyền vùng ven biển... Những làn điệu ấy gắn liền với nền văn minh lúa nước, tạo thành bản sắc của cư dân vùng đất nơi đầu sóng ngọn gió.
Nếu Bình Định được gọi là đất thơ, nơi sản sinh và nuôi dưỡng tài năng của những nhà thơ lớn như Chế Lan Viên, Hàn Mặc Tử, Xuân Diệu thì Hải Phòng là mảnh đất đã sản sinh, nuôi dưỡng những tên tuổi của nền âm nhạc hiện đại Việt Nam như nhạc sĩ Văn Cao, Hoàng Quý, Đoàn Chuẩn, Đỗ Nhuận, Trần Chung, Ngô Thụy Miên rồi Duy Thái sau này. Hải Phòng cùng với Hà Nội được coi là 2 cội nguồn hình thành nên nền âm nhạc hiện đại của Việt Nam. Từ những thập niên 30, 40 của thế kỷ XX, các nhạc sĩ tiên phong của Tân nhạc Việt Nam tại Hải Phòng và Hà Nội thường xuyên có sự giao lưu, trao đổi với nhau trong các sáng tác cũng như xuất bản (in ấn) tác phẩm. Tại Hải Phòng khi đó quy tụ những nhạc sĩ hàng đầu của nền tân nhạc như các nhạc sĩ lập nên nhóm Đồng Vọng: Lê Thương, Hoàng Quý, Hoàng Phú, Canh Thân, Văn Cao... - nhóm nhạc đã góp phần làm nên nền tân nhạc Việt Nam, rồi nhạc sĩ Đoàn Chuẩn, Đỗ Nhuận, ca sĩ Trần Khánh, nhà thơ-nhạc sĩ Nguyễn Đình Thi, Vũ Trọng Hối, Lương Vĩnh...
Sau khi Hải Phòng được giải phóng ngày 13 tháng 5 năm 1955 và nhất là trong thời kỳ kháng chiến chống Mỹ, hình ảnh thành phố cảng hiên ngang bất khuất trong mưa bom bão đạn, người dân đất Cảng vừa chiến đấu vừa sản xuất để bảo vệ và xây dựng đất nước đã tạo cảm hứng cho các nhạc sĩ sáng tác nên hàng loạt các ca khúc mang âm điệu hào hùng đi vào lòng người như "Thành phố Hoa phượng đỏ" (Hải Như, Lương Vĩnh), "Bến cảng quê hương tôi" (Hồ Bắc), "Chiều Cát Bà" (Văn Lương), "Thành phố của em" (Văn Dung), "Chiều trên bến cảng" (Nguyễn Đức Toàn)... Nhiều ca khúc sau này trở thành những nhạc phẩm được nhiều người yêu thích, những bài ca đi cùng năm tháng. Đặc biệt, ca khúc "Thành phố Hoa phượng đỏ" được chọn làm nhạc hiệu Đài Phát thanh - Truyền hình Hải Phòng và được coi như bài hát truyền thống của người dân thành phố Cảng dù đang sống ở trong nước hay ngoài nước.
Hải Phòng cũng là nơi sinh trưởng và là quê hương của nữ ca sĩ Thu Phương - một tiếng hát và tính cách điển hình Hải Phòng gây ảnh hưởng với cộng đồng Việt Nam trên thế giới. Cô cũng được đánh giá là một trong những nữ ca sĩ có ảnh hưởng của nền nhạc nhẹ đương đại Việt Nam từ thập niên 90.

### Lễ hội
Cũng như mọi địa phương trên cả nước, Hải Phòng cũng là nơi có các lễ hội mang đậm bản sắc văn hoá Việt Nam.
- Liên hoan Du lịch "Đồ Sơn biển gọi": diễn ra vào ngày 30-4 đến 2-5 hàng năm với nhiều hoạt động sôi nổi, hấp dẫn nhằm quảng bá về du lịch Hải Phòng.
- Hội chọi trâu Đồ sơn: Ngày Hội chọi trâu là ngày vui nhất trong những ngày hội làng ở Đồ Sơn. Bởi lẽ, ngày Hội vừa mang tinh thần thượng võ của dân tộc, vừa là biểu tượng bao đời của nền nông nghiệp Việt Nam, con trâu gắn liền với xứ sở trồng lúa nước.
- Lễ hội đình Dư Hàng diễn ra tại đình Dư Hàng, quận Lê Chân diễn ra vào ngày 18 tháng 2 âm lịch nhằm tưởng nhớ Ngô Quyền. Trong đình có 156 mảng chạm khắc với rồng là đề tài chính, Trong đình có tượng vua Ngô Quyền và kiệu bát cống.
- Lễ hội đền Dẹo hay còn gọi là đền Phò Mã thuộc thị trấn Núi Đèo, Thủy Nguyên thờ danh tướng đời Trần là Lại Văn Thành. Lễ hội hàng năm vào ngày 15 tháng Giêng để tưởng nhớ công lao của danh tướng. Ngày 16 tháng 2 (ngày mất của ông) tại đền cũng có lễ dâng hương.
- Lễ hội đền An Lư (xã An Lư, huyện Thủy Nguyên). Đền thờ Hưng Đạo Vương Trần Quốc Tuấn và An Sinh Vương Trần Liễu (thân phụ Trần Hưng Đạo). Lễ hội hàng năm vào ngày 11 tháng 11. Lễ dâng hương được tổ chức rất trang nghiêm, phần hội với nhiều trò vui thu hút đông đảo người dân trong vùng.
- Hội vật cầu làng Kim (Kim Sơn, Kiến Thụy) sáng mồng 6 tháng giêng
- Lễ hội đua thuyền rồng trên biển Đồ Sơn
- Lễ hội làng cá Cát Bà
- Lễ hội núi Voi (huyện An Lão)
- Lễ hội Hoa Phượng đỏ: đây là hoạt động du lịch mới của thành phố, bắt đầu từ năm 2012.
- Lễ hội tại khu tưởng niệm Vương triều Mạc: Từ ngày 21 đến 22/8al ngày mất của Thái tổ Mạc Đăng Dung và Lễ hội ngày mồng 6 tháng giêng.
- Lễ giỗ Thái hoàng Thái hậu Vũ Thị Ngọc Toàn (Vợ vua Mạc thái Tổ) ngày 15/6 âm lịch tại Từ đường họ Mạc cổ trai xã Ngũ Đoan huyện Kiến Thụy
- Lễ hội đình Đồng Giới ở huyện An Dương là một trong những lễ Hội được thành phố Hải Phòng công nhận là di sản văn hóa phi vật thể
- Lễ hội Minh thề

### Ẩm thực
Ẩm thực Hải Phòng bình dị và dân dã, không cầu kỳ nhưng đậm đà khó quên, chủ yếu là các món hải sản. Các nhà hàng hải sản ở khu vực Đồ Sơn có tôm cua cá mực rất tươi và giá phải chăng. Phong cách chế biến hải sản ở Hải Phòng theo phong cách dân dã, nhấn mạnh thực chất và vị tươi ngon của nguyên liệu nhiều hơn sự cầu kỳ trong gia vị và cách chế biến.
Các món ăn như bánh đa cua, bún cá, bánh mỳ cay, cơm cháy hải sản, bánh Katka, nem cua bể (nem vuông), giờ đây đã quá quen thuộc và nổi tiếng. Những món ăn này có thể được tìm thấy trên đường phố của những nơi khác như Thành phố Hồ Chí Minh, Hà Nội,... nhưng được thưởng thức chúng trên Thành phố Hoa phượng đỏ vẫn là lý tưởng nhất vì sự lựa chọn nguyên liệu tươi ngon cùng với những bí quyết ẩm thực riêng của người đầu bếp. Ẩm thực Hải Phòng đã từng được quảng bá sang Châu Âu tại lễ hội biển Brest 2008 (Cộng hòa Pháp) và đã gây được tiếng vang lớn.
Ngoài ra, nơi đây còn có nhiều món ăn khác như lẩu bề bề, sam biển, bánh bèo, giá bể xào... Một số món ăn không thể thưởng thức ở những nơi khác mà chỉ có tại Hải Phòng.

### Biểu tượng
Từ lâu, hoa phượng đỏ (hay phượng vĩ) đã trở thành biểu tượng của thành phố cảng Hải Phòng. Đối với mỗi người Hải Phòng, dù già hay trẻ, dù đang sống tại thành phố hay sống xa quê hương thì vẫn luôn giữ trong ký ức một màu đỏ rực khó phai của hoa phượng vĩ hai bên bờ hồ Tam Bạc mỗi độ hè về. Cây phượng vĩ được người Pháp du nhập vào Việt Nam từ cuối thế kỷ XIX, có đặc điểm sinh thái là bắt đầu nở hoa vào những ngày đầu mùa hè, mùa hoa phượng kéo dài trong khoảng 1 tháng (từ đầu tháng 5 đến hết tháng 6) đúng vào thời điểm bắt đầu mùa du lịch biển của Hải Phòng và ngày giải phóng thành phố (13 tháng 5). Dù ngày nay phượng vĩ được trồng khắp mọi nơi tại Việt Nam nhưng nhắc đến Hải Phòng người ta vẫn thường gọi bằng cái tên đầy thi vị là Thành phố Hoa phượng đỏ. Nguồn gốc của tên gọi đó có thể bắt nguồn từ một bài hát về Hải Phòng, Thành phố Hoa phượng đỏ, được nhạc sĩ Lương Vĩnh phổ nhạc từ bài thơ cùng tên của nhà thơ Hải Như viết năm 1970. Bài hát này đã được chọn làm nhạc hiệu của Đài Phát thanh - Truyền hình Hải Phòng và được xem như bài hát truyền thống của thành phố.
Đường Phạm Văn Đồng của Hải Phòng từ cầu Rào - Đồ Sơn chính thức được công nhận là con đường trồng nhiều cây phượng nhất của Việt Nam. Trên chiều dài hơn 20 km này được trồng 3.068 cây phượng.
Ngoài biểu tượng về hoa phượng, Nhà hát lớn Hải Phòng nằm ngay giữa quảng trường trung tâm thành phố bao năm qua cũng được coi như biểu tượng kiến trúc đặc trưng của Hải Phòng. Nhà hát được xây dựng vào năm 1904, hoàn thành năm 1912 theo thiết kế của kiến trúc sư người Pháp Bourdeand với nguyên vật liệu mang từ Pháp sang. Cùng với Nhà hát lớn tại Hà Nội và Thành phố Hồ Chí Minh thì đây là số ít những nhà hát được người Pháp xây dựng tại Việt Nam thời kỳ thuộc địa.

### Di sản
- Lễ hội Minh thề thôn Hòa Liễu, xã Thuận Thiên, huyện Kiến Thụy. Di sản văn hóa phi vật thể cấp quốc gia[51]
- Lễ hội Xa Mã - Rước kiệu Đình Hoàng Châu, xã Hoàng Châu, huyện Cát Hải. Di sản văn hóa phi vật thể cấp quốc gia[51]
- Lễ hội chọi trâu Đồ Sơn.

## Xã hội

### Giáo dục

Tham mưu trưởng Hải quân Mỹ thăm Đại Học Hàng Hải

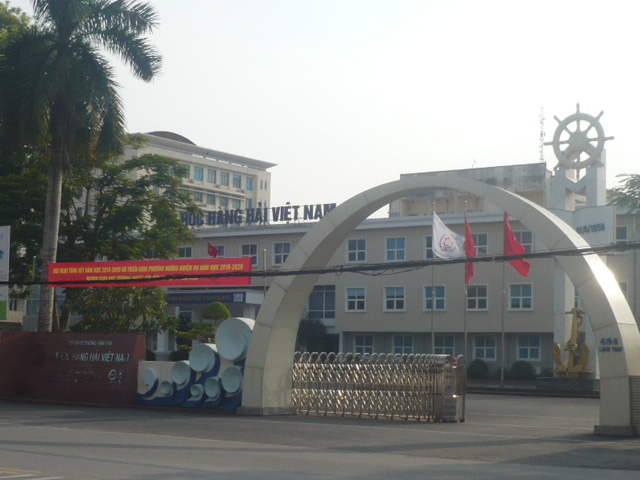
Đại học Hàng Hải Việt Nam

Năm 2012, trên địa bàn thành phố có 5 trường Đại học và học viện, 16 trường Cao đẳng, 26 trường Trung cấp chuyên nghiệp, 56 trường Trung học phổ thông và hàng trăm trường học từ bậc học cơ sở tới ngành học mầm non. Trường Trung học phổ thông chuyên Trần Phú của Hải Phòng giữ Kỉ lục Việt Nam vì là trường duy nhất 21 năm liên tục có học sinh đạt giải quốc tế.

#### Các trường Đại học - Cao đẳng tại Hải Phòng
- Trường Đại học Hàng hải Việt Nam (Vietnam Maritime University) - Trường Đại học trọng điểm quốc gia về khối ngành Giao thông Vận tải & Hàng hải.
- Trường Đại học Hải Phòng (Haiphong University) - Trường Đại học đào tạo đa ngành, tiền thân là Đại học Sư phạm Hải Phòng.
- Trường Đại học Y Dược Hải Phòng (Haiphong University Of Medicine and Pharmacy) - Trường Đại học đào tạo bác sĩ đa khoa và chuyên khoa, cử nhân điều dưỡng và là một trung tâm nghiên cứu y học tại Hải Phòng
- Trường Quản lý và Công nghệ Hải Phòng (Hai Phong Management and Technology University)- Trường Đại học tư đào tạo đa ngành.
- Trường Cao đẳng Công nghệ Viettronics
- Trường Cao đẳng Y tế Hải phòng
- Trường Cao đẳng Cộng đồng
- Trường cao đẳng Hàng Hải 1
- Trường Cao đẳng Giao thông vận tải Trung ương 2
- Trường Cao đẳng Công nghệ Bách Khoa Hà Nội-CS2

#### Các Trường Trung học Phổ thông tại Hải Phòng

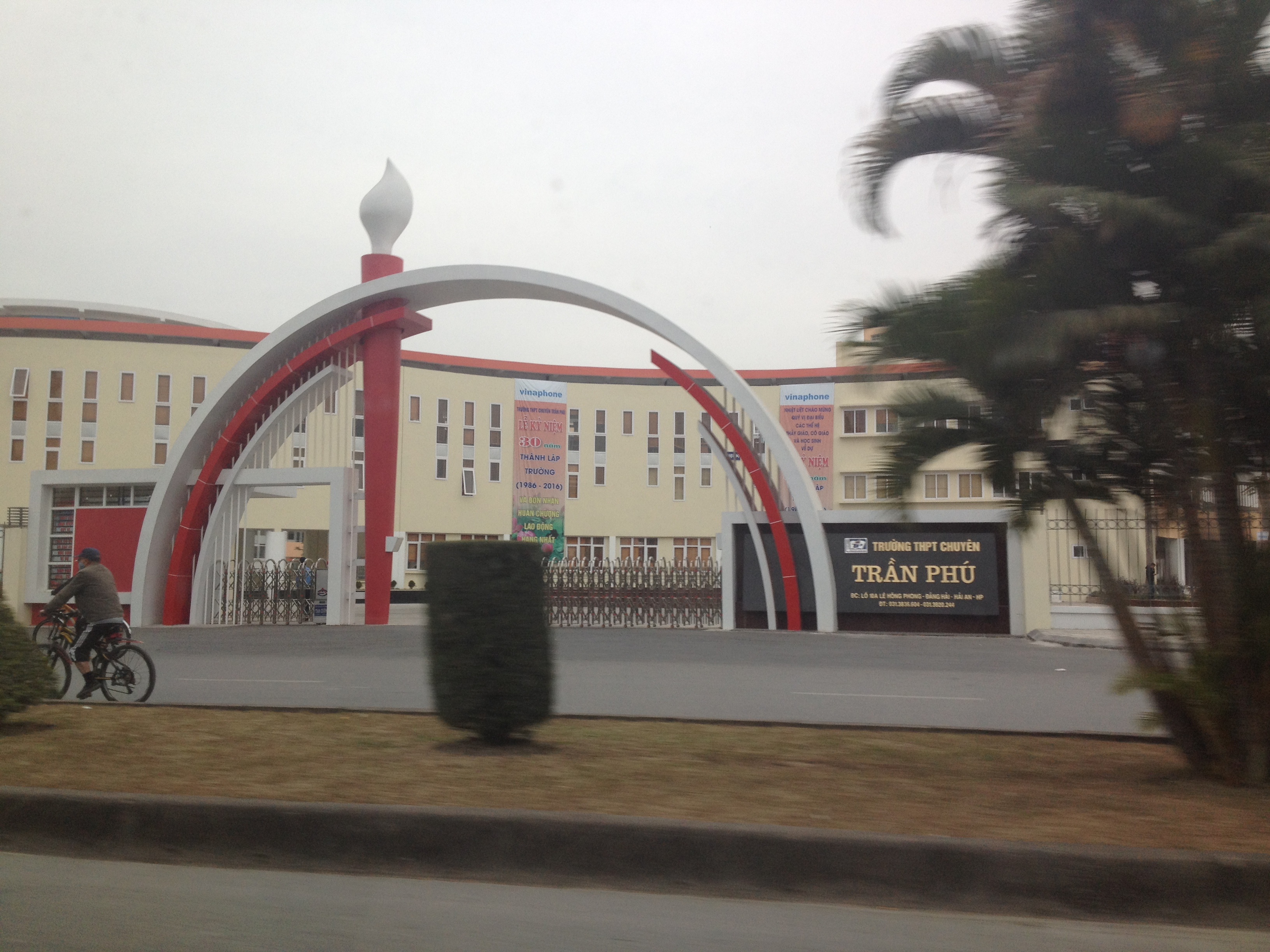
Trường Trung học phổ thông chuyên Trần Phú

- Trường Trung học phổ thông chuyên Trần Phú là trường Trung học phổ thông được xếp hạng thứ 3 toàn quốc tính theo thành tích trong các kỳ thi học sinh giỏi Quốc gia, cũng như giữ kỷ lục là trường duy nhất ở nước ta 21 năm liên tục có giải quốc tế.Trường Trung học phổ thông chuyên Trần Phú
- Trường Trung học phổ thông Ngô Quyền, Hải Phòng. Trường trước kia mang tên là trường Bonnal, một ngôi trường danh tiếng khắp đất Bắc Kì, cũng là ngôi trường lâu đời nhất Hải Phòng, thứ 2 miền Bắc, ngôi trường mang đậm nét kiến trúc thời Pháp, chính thức được thành lập vào năm 1920. Suốt hành trình thế kỷ, trường luôn giữ vị trí là trường công lập top đầu của toàn thành phố. Lớp chọn của trường Trung học phổ thông Ngô Quyền ngày trước chính là tiền thân của trường chuyên Trần Phú hiện nay.
- Trường Trung học phổ thông Thái Phiên, Hải Phòng (Số 258 phố Đà Nẵng, phường Cầu Tre, quận Ngô Quyền). Lớp chọn của trường Trung học phổ thông Thái Phiên ngày trước chính là tiền thân của trường chuyên Trần Phú hiện nay.Đây là trường Trung học phổ thông không chuyên top đầu thành phố nằm trong top 100 trường Trung học phổ thông.
- Trường Trung học phổ thông Lê Ích Mộc, Kỳ Sơn, Thủy Nguyên, Hải Phòng là ngôi trường mang tên vị Trạng nguyên Lê Ích Mộc - vị trạng nguyên đầu tiên của Hải Phòng.
- Trường Trung học phổ thông Lê Quý Đôn,Hải Phòng.
- Trung học phổ thông Trần Nguyên Hãn (ngõ 185 đại lộ Tôn Đức Thắng) là ngôi trường có nhiều học sinh đạt kết quả cao trong các kỳ thi đại học và là một trong những ngôi trường có học sinh năng động sáng tạo nhất trong cả nước.
- Trường Trung học phổ thông An Lão - 43 đường Lê Lợi, thị trấn An Lão, huyện An Lão. Đây là một trong những trường Trung học phổ thông có chất lượng giảng dạy rất tốt, có nhiều học sinh đạt kết quả cao trong các kỳ thi đại học.
- Trường Trung học phổ thông Vĩnh Bảo, Hải Phòng. Đây là ngôi trường được nhận danh hiệu kỷ lục là trường Trung học phổ thông nông thôn có nhiều học sinh thi đỗ thủ khoa, á khoa các trường đại học do Hội đồng xác lập kỷ lục gia Việt Nam trao tặng.[52]
- Trường Trung học phổ thông Kiến An, Hải Phòng. Đây là ngôi trường có tuổi đời lớn thứ hai ở Thành phố Hải Phòng, luôn nằm trong top đầu thành phố về chất lượng đào tạo học sinh Trung học phổ thông cũng như các giải Học sinh giỏi.
- Trường Trung học phổ thông Tiên Lãng, Hải Phòng là ngôi trường đầu tiên ở Hải Phòng có học sinh đạt giải nhất Chung kết Năm cuộc thi Đường lên đỉnh Olympia, điểm thi Đại học luôn nằm trong top 200 trường Đại học hàng đầu.
- Trường Trung học phổ thông Mạc Đĩnh Chi, Hải Phòng (Quận Dương Kinh) là một trong những ngôi trường có tỉ lệ học sinh đỗ đại học cao trong thành phố.
- Trường Trung học phổ thông Hàng Hải (Haiphong Maritime High School - HMHS) (Số 338, Lạch Tray, Q. Ngô Quyền). Trường Trung học phổ thông Hàng Hải, tên gọi quốc tế là Haiphong Maritime High School (được đặt bởi Trần Bảo Sơn - một cựu học sinh xuất sắc của trường niên khoá 2003-2006) là một trường trung học chất lượng cao trực thuộc sự quản lý của Trường Đại học Hàng Hải Việt Nam.
- Trường Trung học phổ thông Lương Thế Vinh (Số 10, Tam Bạc, Q. Hồng Bàng). Tiền thân là Trường phổ thông trung học Dân lập Toa Xe, là một trong bốn ngôi trường ngoài công lập đầu tiên của TP. Hải Phòng, thành lập năm 1989. Trường luôn nằm trong top các trường phổ thông ngoài công lập có tỉ lệ đỗ tốt nghiệp, cao đẳng và đại học cao nhất. Đến năm 2020, trường đạt thành tích 5 năm liền với tỉ lệ học sinh đỗ tốt nghiệp 100%.
- Trường Trung học phổ thông Hồng Bàng
- Trường Trung học phổ thông Lê Hồng Phong
- Trường Trung học phổ thông An Dương
- Trường Trung học phổ thông Hải An
- Trường Trung học phổ thông Lê Chân
- Trường Trung học phổ thông Thăng Long
- Trường Trung học phổ thông Kiến Thụy
- Trường Trung học phổ thông Nguyễn Đức Cảnh
- Trường Trung học phổ thông Bạch Đằng
- Trường Trung học phổ thông Trần Hưng Đạo
- Trường Trung học phổ thông Nguyễn Trãi

## Tôn giáo, tín ngưỡng
Hải Phòng có khá nhiều đền thờ Đức Thánh Trần Hưng Đạo, nữ tướng anh hùng Lê Chân và Ngô Quyền cũng như đền thờ chúa bà Năm Phương và hệ thống chùa chiền, đền thờ tứ phủ phong phú. Ngoài ra, Công giáo tại Việt Nam cũng có một giáo phận đặt ở Hải Phòng (Giáo phận Hải Phòng).
Tính đến ngày 1 tháng 4 năm 2019, toàn thành phố có 8 tôn giáo khác nhau đạt 1.100.359 người, nhiều nhất là Phật giáo có 877.520 người, tiếp theo là Công giao đạt 21.670 người, đạo Tin lành có 1.126 người. Còn lại các tôn giáo khác như Hồi giáo có 18 người, đạo Cao Đài có 12 người, Phật giáo Hòa Hảo có 11 người, 1 người theo Tịnh độ cư sĩ Phật hội Việt Nam và 1 người theo Bà La Môn.

## Hạ tầng công nghệ thông tin
Thành phố những năm gần đây quan tâm khá nhiều đến công nghệ thông tin và tạo điều kiện cho các doanh nghiệp làm việc trên lĩnh vực này(gia công, thiết kế, tư vấn, quản trị, triển khai phần mềm, hệ thống thông tin,...). Bằng chứng là đã có hàng loạt công ty gia công phần mềm được thành lập và phát triển: An Biên soft, P.I.T Việt, Vigoor, Hapecom,... Điều này giúp nhiều sinh viên ngành công nghệ thông tin của thành phố và các tỉnh lân cận (Quảng Ninh, Thái Bình, Hải Dương, Nam Định,...) tránh khỏi tình trạng thiếu việc chung hiện nay. Nhưng hướng đi chung của các công ty ở Hải Phòng cũng không khác Hà Nội, Hồ Chí Minh và Đà Nẵng - tập trung mạnh vào gia công phần mềm từ những dự án thuê ngoài của các nước phát triển. Hải Phòng cũng là một trong 4 trọng điểm và việc làm công nghệ thông tin của Việt Nam (3 nơi khác là TP. Hồ Chí Minh, Hà Nội, Đà Nẵng). Mục tiêu của thành phố là đến năm 2020, tỉ trọng của ngành công nghệ thông tin (phần mềm và phần cứng) chiếm khoảng 20%-30% GDP của thành phố, hướng Hải Phòng thành một trong những thành phố hàng đầu của Đông Nam Á về phát triển và ứng dụng công nghệ thông tin.
Hầu hết mọi hoạt động của chính quyền cũng như cơ quan đều được số hóa, giao diện chủ yếu qua internet và công khai trên các cổng thông tin điện tử.

## Thể dục, thể thao

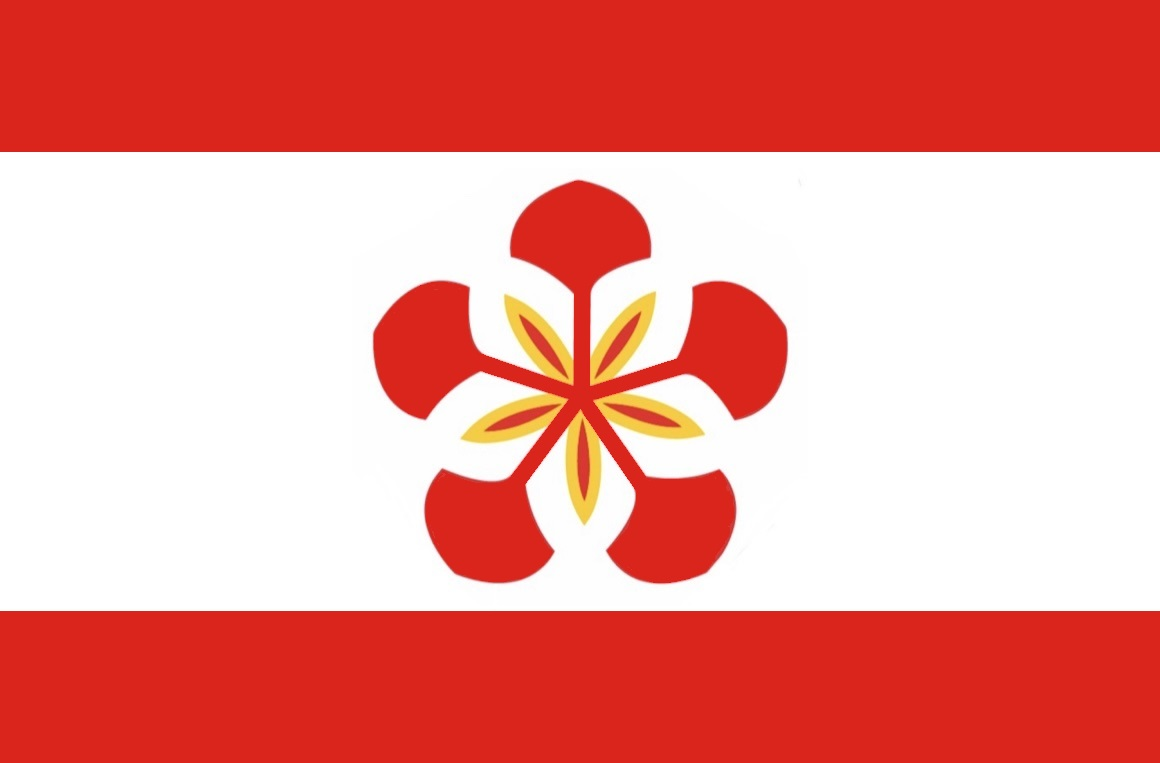
Lá cờ thường được các CĐV bóng đá Hải Phòng sử dụng.

Hải Phòng là một trung tâm mạnh của thể thao Việt Nam. Hải Phòng có thế mạnh trong các môn thể thao như bắn cung, bóng đá, bơi lội, nhảy cao, thể dục dụng cụ, cử tạ và khiêu vũ thể thao. Nhiều vận động viên Hải Phòng đã đánh dấu những cột mốc quan trọng của thể thao Việt Nam trong hành trình hội nhập vào thể thao khu vực cũng như quốc tế.
Thể dục dụng cụ Hải Phòng từng có Nguyễn Thị Nga, người giành HCV SEA Games đầu tiên năm 1997 cho thể dục dụng cụ Việt Nam. Hơn một thập kỷ sau, đến lượt Phan Thị Hà Thanh đưa thể dục dụng cụ Việt Nam xuất hiện trên bản đồ của thể dục dụng cụ thế giới với tấm HCĐ giải vô địch thể dục dụng cụ châu Á 2009, 2 HCB World Cup thể dục dụng cụ 2010 và tấm HCĐ tại giải vô địch thể dục dụng cụ thế giới năm 2011. Đây là lần đầu tiên một vận động viên thể dục dụng cụ Việt Nam giành được huy chương tại giải vô địch thể dục dụng cụ thế giới. Trong điền kinh, Bùi Thị Nhung là vận động viên đầu tiên đoạt được HCV cấp châu lục về cho điền kinh Việt Nam với tấm HCV ở nội dung nhảy cao nữ tại giải vô địch châu Á năm 2003. Trong bơi lội, Nguyễn Hữu Việt là một trong những cái tên hàng đầu của thể thao Việt Nam trên đường đua xanh với 3 tấm HCV SEA Games liên tiếp.
Riêng bóng đá vẫn là môn thể thao được người Hải Phòng yêu thích nhất. Bóng đá được người Pháp du nhập vào Việt Nam từ những năm đầu thế kỷ XX, trong khi Hải Phòng là một vài nơi ở Việt Nam lúc đó có phong trào bóng đá phát triển mạnh nhất với nhiều đội bóng (gồm cả người Việt và người Pháp) được thành lập. Bóng đá Hải Phòng đã trải qua nhiều giai đoạn thăng trầm, nhiều đội bóng lần lượt bị giải thể để hiện nay chỉ còn lại một đội bóng duy nhất là Câu lạc bộ bóng đá Hải Phòng đang thi đấu tại Giải bóng đá chuyên nghiệp quốc gia V-League. Tuy vậy sân vận động Lạch Tray vẫn thuộc số ít sân bóng tại Việt Nam còn duy trì được số lượng khán giả cao trong vài năm qua (trung bình trên một vạn khán giả mỗi trận đấu).

## Y tế

### Các bệnh viện lớn
Tại Hải Phòng, hiện có 12 bệnh viện và 4 viện y phục vụ nhu cầu khám chữa bệnh cho nhân dân thành phố và các tỉnh lân cận như Quảng Ninh, Thái Bình,...

#### 1. Quận Hồng Bàng
1. Bệnh viện Phụ sản Hải Phòng (phố Trần Quang Khải, phường Hoàng Văn Thụ)
2. Bệnh viện Đa khoa quận Hồng Bàng (phố Kỳ Đồng, phường Hoàng Văn Thụ)

#### 2. Quận Lê Chân
1. Bệnh viện Hữu nghị Việt Tiệp Hải Phòng (phố Nhà thương, phường Cát Dài). Đây là bệnh viện lớn nhất Hải Phòng.
2. Bệnh viện Đa khoa Vinmec (đường Võ Nguyên Giáp, phường Vĩnh Niệm)
3. Bệnh viện Y học cổ truyền Hải Phòng (An Đồng, Lê Chân )
4. Viện Y học biển Việt Nam (đường Võ Nguyên Giáp, phường Kênh Dương)
5. Viện Mắt Hải Phòng (đường Lán Bè, phường Lam Sơn)
6. Bệnh viện Quốc tế Sản nhi Hải Phòng (phố Nhà Thương, phường Cát Dài)
7. Bệnh viện Đa khoa Quốc tế Hải Phòng  (phố Nhà Thương, phường Cát Dài)
8. Bệnh viện Đa khoa Quận Lê Chân (phố Tô Hiệu, phường Trại Cau)

#### 3. Quận Ngô Quyền
1. Bệnh viện Tâm thần Hải Phòng (đường Đông Khê, phường Đông Khê)
2. Bệnh viện Đại học Y - Dược Hải Phòng (đường Lạch Tray, phường Đổng Quốc Bình)
3. Bệnh viện Da liễu Hải Phòng (đường Trần Phú, phường Cầu Đất)
4. Bệnh viện Đa khoa quận Ngô Quyền (đường Lê Lợi, phường Máy Tơ)

#### 4. Quận Kiến An
1. Bệnh viện nhi Hải Phòng (phố Việt Đức, phường Lãm Hà)
2. Bệnh viện Đa khoa Kiến An (phố Trần Tất Văn, phường Phù Liễn)
3. Bệnh viện lao Hải Phòng (phố Trần Tất Văn, phường Tràng Minh)
4. Bệnh viện Chỉnh hình và Phục hồi chức năng Hải Phòng (tên khác - bệnh viện Na Uy - phố Trần Tất Văn, phường Tràng Minh)

#### 5. Quận Dương Kinh
1. Viện Y học Hải Quân (đường Phạm Văn Đồng, phường Anh Dũng)

## Du lịch
Là một thành phố lớn và gần biển đảo, Hải Phòng là một mắt xích quan trọng trong tam giác kinh tế và du lịch Hải Phòng - Hà Nội - Quảng Ninh. Hải Phòng sở hữu nhiều điểm tham quan, khu du lịch chất lượng cao, đạt tầm quốc tế như khu nghỉ dưỡng (resort) 4 sao và sòng bạc (casino), sân golf Đồ Sơn, khu nghỉ dưỡng - sinh thái và bể bơi lọc nước biển tạo sóng lớn nhất châu Á tại Hòn Dáu, 2 khu nghỉ dưỡng Sông Giá và Camela ở nội đô, khu du lịch suối nước nóng ở Tiên Lãng, 2 khu nghỉ dưỡng Catba Island và Catba Resort and Spa ở quần đảo Cát Bà, đảo nhân tạo Hoa Phượng (sẽ chính thức đi vào hoạt động vào năm 2013),... Khách du lịch nước ngoài, đặc biệt là khách du lịch Châu Âu luôn có hứng thú với quần đảo Cát Bà, một hòn đảo xinh đẹp với hệ sinh thái rừng, biển phong phú cùng với những khách sạn, nhà hàng chất lượng cao.
Năm 2010, Hải Phòng đón 4,2 triệu lượt khách, trong đó khách quốc tế chiếm 596.400 lượt. Trong 7 tháng đầu năm 2011, thành phố đón 2,516 triệu lượt khách, khách quốc tế chiếm 339,3 nghìn lượt. Tổng doanh thu của hoạt động khách sạn, nhà hàng, dịch vụ đạt hơn 5,6 nghìn tỷ đồng, tăng 29,2% so với cùng kỳ, trong đó doanh thu lưu trú và dịch vụ lữ hành đạt 908,4 tỷ đồng, tăng 15% và đạt 60,6% kế hoạch.
Ngày nay, do nhận được sự quan tâm đúng đắn của thành phố và các nhà đầu tư nên du lịch Hải Phòng ngày càng thêm khởi sắc. Sản phẩm tour du lịch của Hải Phòng ngày càng đa dạng và lôi cuốn, với hệ thống di tích đền miếu và giá trị văn hoá truyền thống lễ hội, tài nguyên di sản văn hoá... Điều đó đã góp phần làm phong phú các tour du lịch trên địa bàn. Khu du lịch Đồ Sơn gần đây đã khai trương bể bơi nước mặn tạo sóng lớn nhất Châu Á ở Hon Dau Resort, xây dựng khách sạn 5 sao hình cánh buồm Pullman tại đảo nhân tạo Hoa Phượng - biểu tượng tương lai của Hải Phòng. Cát Bà hiện nay đang làm tốt việc mở rộng tour, tuyến bằng thuyền trên vịnh với tàu, xuồng cao tốc và bơi thuyền kayak, ngoài ra đang nghiên cứu và phát triển thêm chương trình du lịch lặn biển tại nơi có san hô...
Mặc dù đạt được nhiều kết quả khả quan và được đánh giá là một điểm đến hấp dẫn nhưng theo đánh giá  của những chuyên gia lữ hành, du lịch Hải Phòng vẫn chưa tương xứng với tiềm năng, lợi thế vốn có. Hải Phòng vẫn chưa khai thác hết những thế mạnh về địa lý, tự nhiên và con người. Du lịch thành phố đã và đang tiếp tục có những bước chuyển mình mạnh mẽ để xứng đáng với vị thế trung tâm du lịch lớn của Miền Bắc.
Hải Phòng được chọn là trung tâm của Năm Du lịch Quốc gia 2013 đồng bằng Sông Hồng. Lễ khai mạc được dự kiến tổ chức ngày 12 tháng 5 năm 2013 tại Quảng trường Nhà hát lớn thành phố Hải Phòng.

### Danh lam thắng cảnh
- Khu du lịch biển Đồ Sơn: Đồ Sơn là khu nghỉ mát nằm cách thành phố Hà Nội 120 km và cách trung tâm thành phố Hải Phòng 20 km. Đây là một bán đảo nhỏ được bao quanh bởi núi, vươn dài ra biển có những bãi cát mịn trên những bờ biển rợp bóng phi lao. Trong lịch sử, Đồ Sơn là nơi nghỉ ngơi của vua chúa, quan lại đô hộ; với "ngôi nhà bát giác kiên cố" của Bảo Đại - ông vua cuối cùng của triều đại phong kiến Việt Nam. Ngày nay, Đồ Sơn là một điểm đến lý tưởng của khách du lịch trong ngày hè, với chất lượng dịch vụ tốt và giá cả tương đối mềm. Đồ Sơn còn có casino duy nhất ở Việt Nam, cùng với hệ thống sân golf đạt chuẩn quốc tế.
- Quần đảo Cát Bà: Cát Bà là đảo lớn nhất trong hệ thống quần đảo gồm 366 đảo nhỏ thuộc vịnh Lan Hạ (một phần của Vịnh Hạ Long, Đảo Cát bà là đảo lớn nhất Vịnh Hạ Long), cách thành phố Hải Phòng 70 km. Cát Bà có những bãi biển trong xanh trải dài trên những bãi cát trắng mịn màng và hệ thống sinh thái rừng ngập mặn, nhiệt đới xanh quanh năm. Đến Cát Bà du khách có thể đến thăm vịnh Lan Hạ, động Trung Trang, động Trung Sơn, động Phù Long, vườn quốc gia Cát Bà hay tham gia tắm biển, chèo thuyền kayak, lặn biển và thưởng thức đặc sản biển nổi tiếng. Đặc biệt trong khu rừng nguyên sinh Cát Bà có loài Voọc đầu vàng, loài thú cực quý hiếm trên thế giới chỉ có tại Cát Bà.[59]

Quần đảo Cát Bà đã được UNESCO công nhận là khu dự trữ sinh quyển thế giới tại Paris vào ngày 29 tháng 10 năm 2004 và đang đề nghị được công nhận là di sản thiên nhiên thế giới theo tiêu chí đa dạng sinh học, là một phần của Vịnh Hạ Long mở rộng.
- Hòn Dáu: Là một đảo nhỏ nằm cách Đồ Sơn 1 km về phía Đông Nam. Nét hấp dẫn của Hòn Dáu là nét hoang sơ tĩnh mịch cách biệt hẳn với Đồ Sơn ồn ào với những gốc si cổ thụ khổng lồ. Hệ thực vật nguyên vẹn cả ba tầng cùng với những rễ cây lớn tua tủa đam sâu vào lòng đất càng làm cho đảo thêm cổ kính. Nét hoang sơ, tĩnh mịch như càng được tôn thêm với Đền Thờ Nam Hải Vương cùng với ngọn hải đăng hơn một trăm năm tuổi. Đối với người dân nơi đây, đảo Hòn Dáu là một nơi linh thiêng đến mức họ tin rằng không một ai có thể lấy đi ở đây bất cứ thứ gì dù đó chỉ là một hòn đá, hay một chiếc lá cây. Chính vì thế, trải qua hàng trăm năm, đảo Dáu vẫn giữ được nét hoang sơ kỳ vĩ.[cần dẫn nguồn]
- Danh thắng khác: Tràng Kênh, Núi Voi

### Các đền thờ, chùa nổi tiếng
- Chùa Đỏ - Ngôi chùa có kiến trúc đặc biệt và linh thiêng tại Hải Phòng
- Đền Nghè (thờ nữ tướng Lê Chân - người khai sinh ra TP. Hải Phòng ngày nay)
- Chùa Cao Linh
- Đền Tam Kì (thờ Quan Lớn đệ Tam thoải phủ)
- Cây đa Mười Ba Gốc, đền Tiên Nga, vườn hoa chéo.. (thờ Chúa bà Năm Phương - Vũ Quận Quyến Hoa công chúa - Hộ quốc trang dân - Thượng đẳng tôn thần. Chúa bản cảnh Hải Phòng)
- Từ Lương Xâm, quận Hải An (cách gọi khác là đền Ngô Quyền - thờ Ngô Vương Ngô Quyền, có công đánh tan quân Nam Hán xâm lược trên sông Bạch Đằng năm 938. Đây là di tích lịch sử cấp quốc gia và là nơi đặt tượng đài Ngô Quyền lớn nhất Hải Phòng)
- Đền Long Sơn (hay còn gọi là đền Suối Rồng tại Đồ Sơn thờ chính cung cô Chín Cửu Tỉnh)
- Đền Vạn Ngang - Đồ Sơn (thờ chính cung Công đồng Thoải phủ)
- Đình Hàng Kênh (thờ Ngô Vương Thiên Tử) có kiến trúc cổ kính và điêu khắc tinh xảo bậc nhất tại  Hải Phòng
- Đền Bà Đế (thờ Đông Nhạc Đế Bà Trịnh Chúa Phu Nhân)
- Đền Phú Xá (thờ chính cung Đức Thánh Trần)
- Phủ Thượng Đoạn (thờ chính cung Thánh Mẫu Liễu Hạnh)
- Chùa Hàng (phố Chùa Hàng), chùa Đỏ, chùa Phổ Chiếu, chùa Vẽ, chùa An Dương...
- Khu tưởng niệm các Vua Vương triều Mạc ở xã Ngũ đoan, Kiến thụy.

## Thành phố kết nghĩa
- Đà Nẵng, Việt Nam[61]
- Thiên Tân, Trung Quốc[62]
- Nam Ninh, Quảng Tây, Trung Quốc[63]
- Incheon, Hàn Quốc[64]
- Kitakyushu, Nhật Bản[65]
- Livorno, Livorno, Toscana, Ý[66]
- Saint Petersburg, Nga[67]
- Seattle, Washington, Hoa Kỳ[68]
- Tel Aviv, Quận Tel Aviv, Israel[69]
- Gödöllő, Hungary

## Hình ảnh

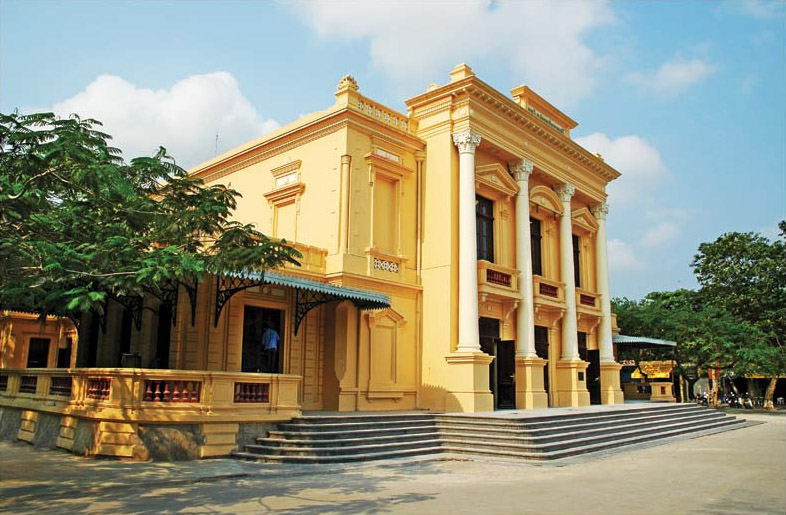
Nhà hát lớn Hải Phòng
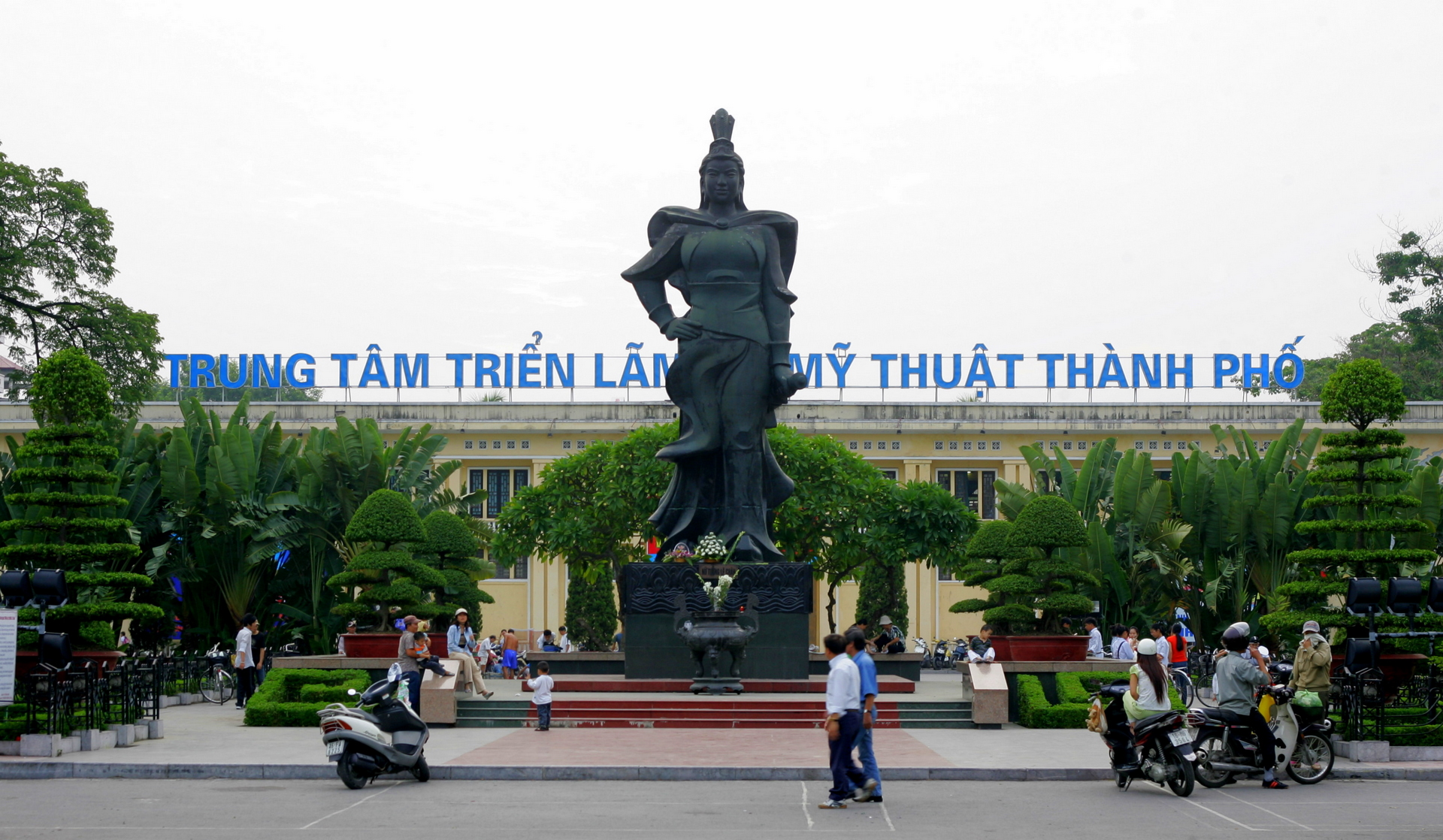
Tượng đài Lê Chân
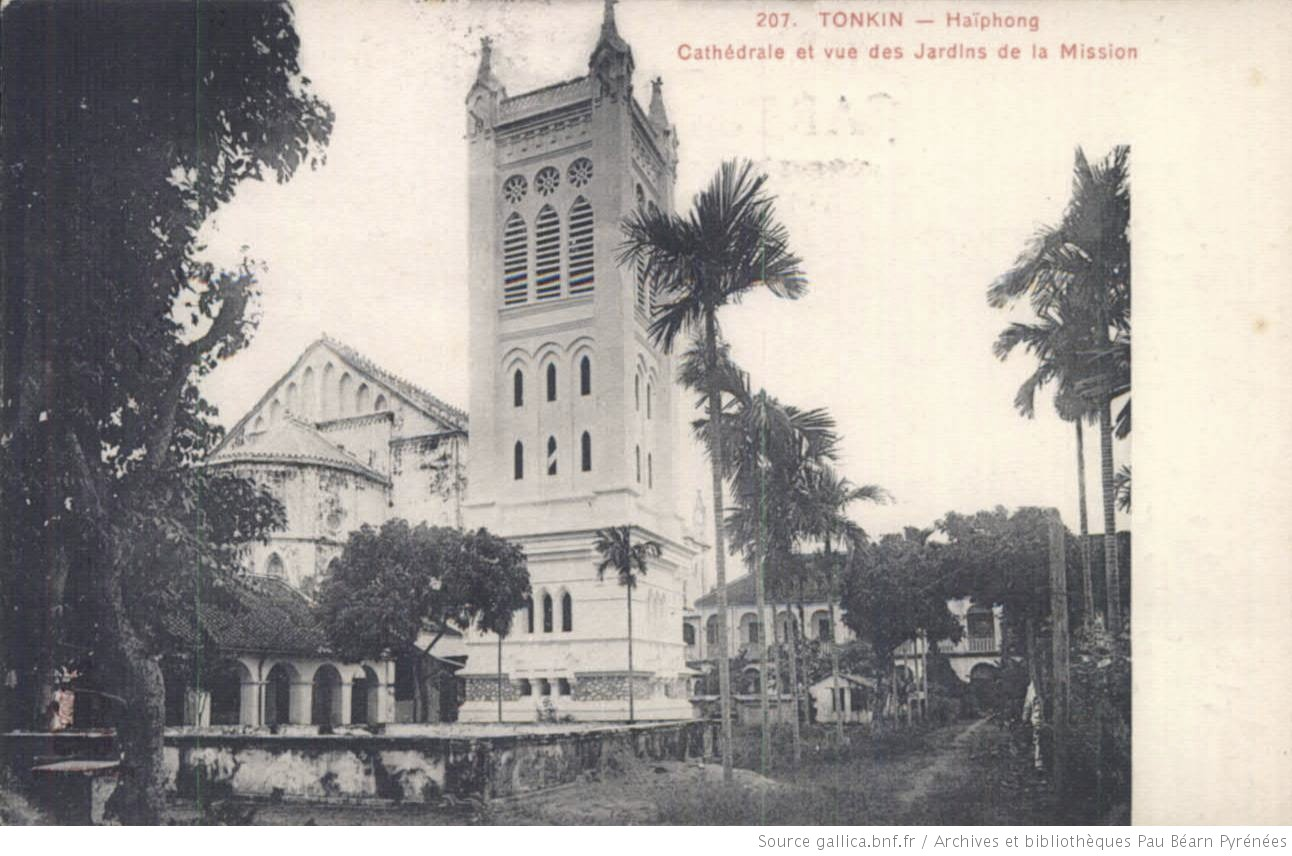
Nhà thờ Hải Phòng
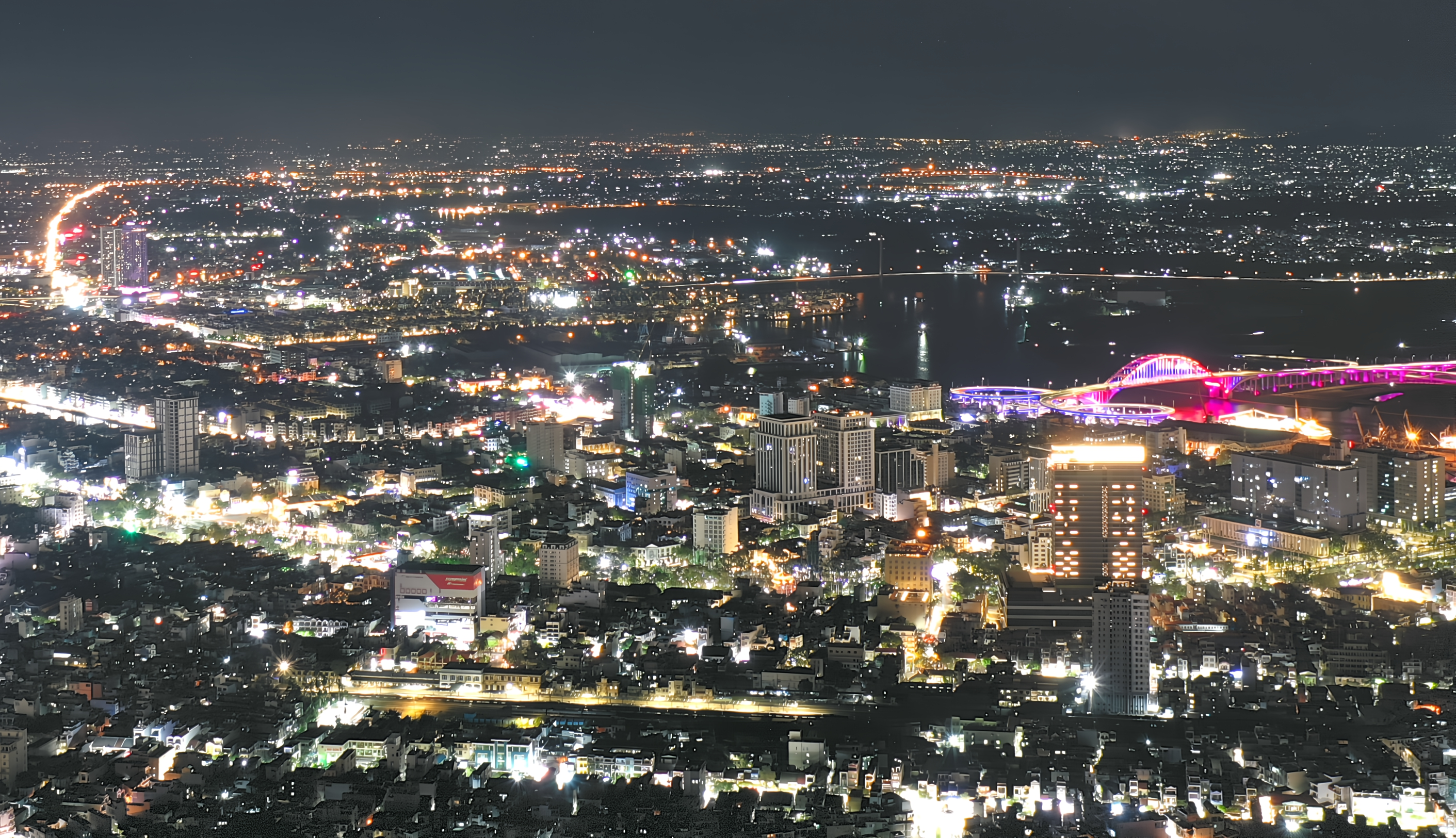
Khu phố Pháp cũ Hải Phòng bên cạnh cầu Hoàng Văn Thụ
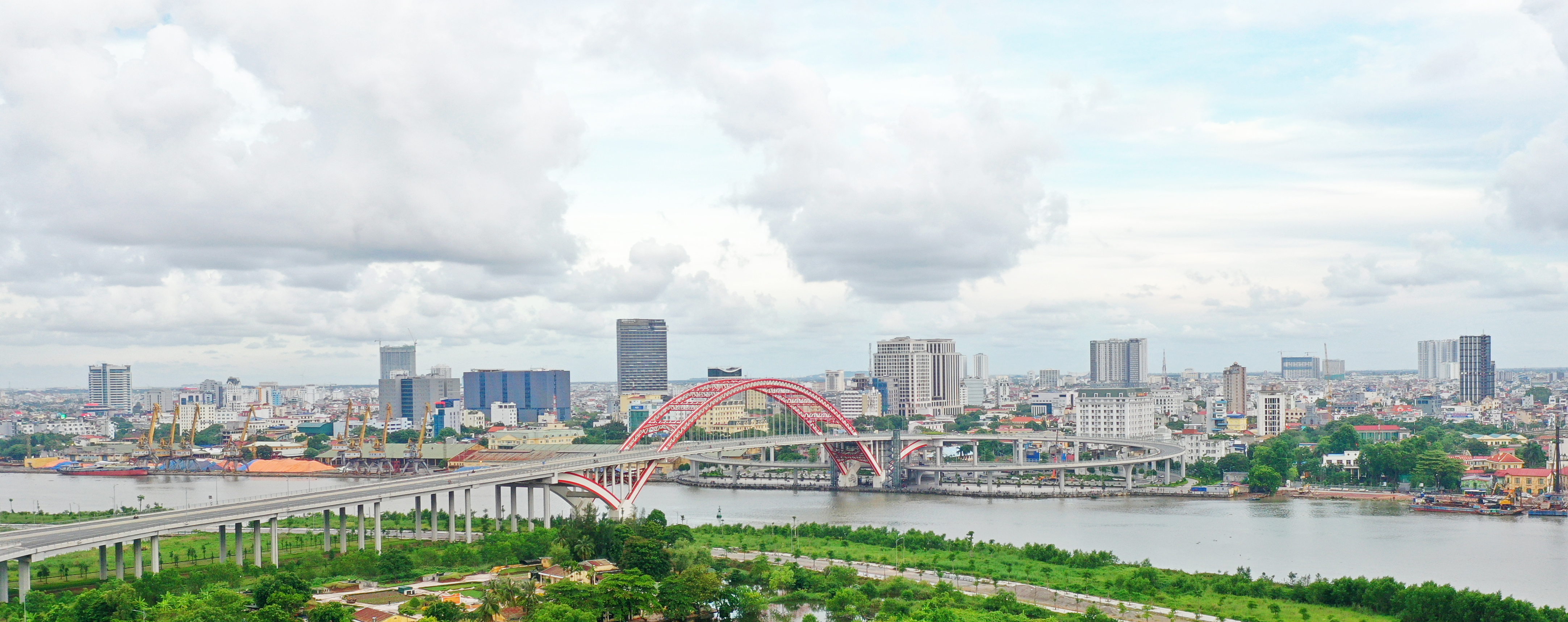
Toàn cảnh đường chân trời phía Nam sông Cấm
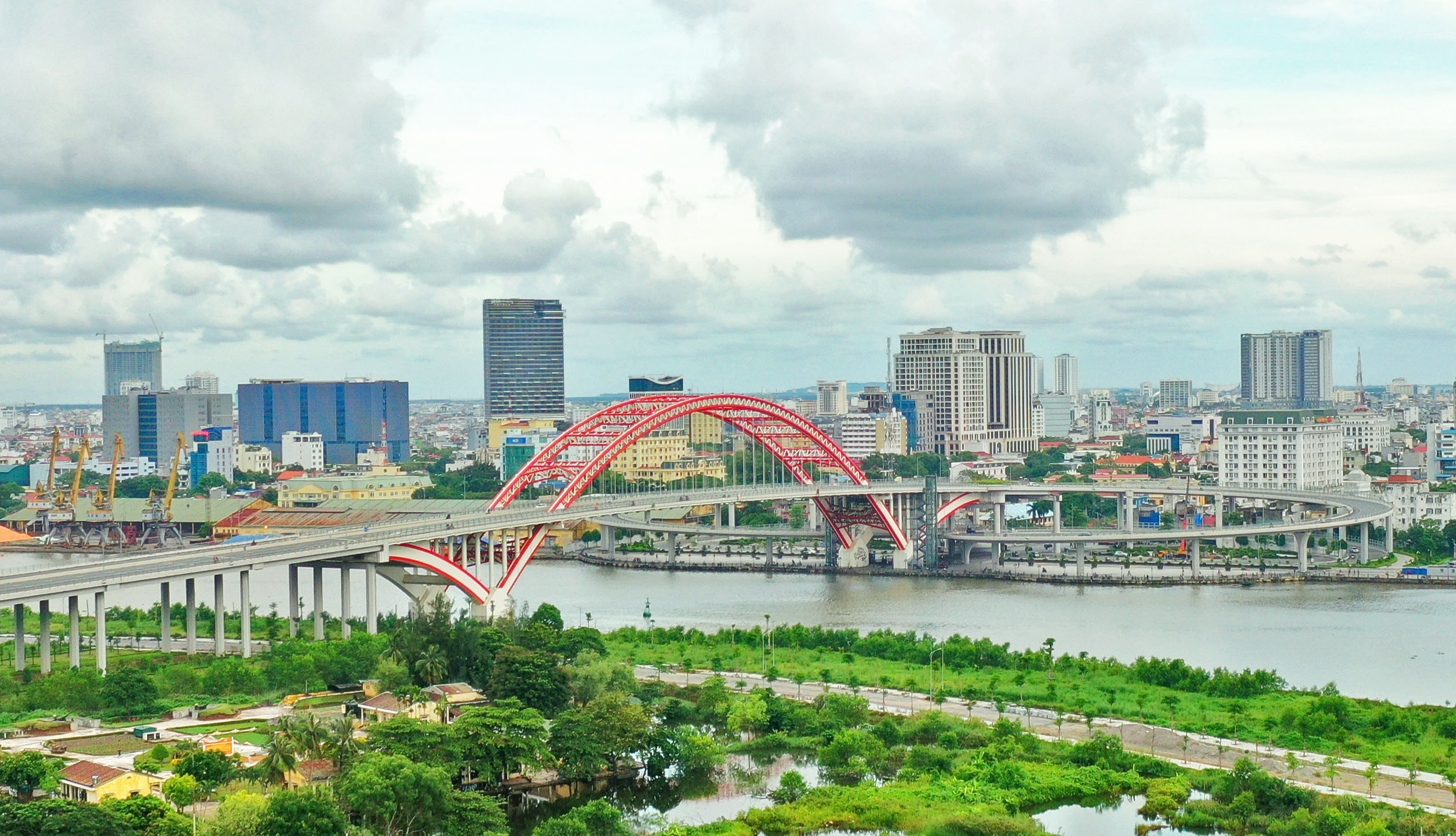
Đường chân trời Hải Phòng nhìn từ Bắc sông Cấm